# Liste der Biografien/Carr
Liste der Biografien |
Portal Biografien |
Personensuche
# |
A |
B |
C |
D |
E |
F |
G |
H |
I |
J |
K |
L |
M |
N |
O |
P |
Q |
R |
S |
T |
U |
V |
W |
X |
Y |
Z |
?
 
Ca |
Cb |
Cc |
Ce |
Ch |
Ci |
Cj |
Ck |
Cl |
Cm |
Cn |
Co |
Cr |
Cs |
Ct |
Cu |
Cv |
Cw |
Cy |
Cz
 
Caa–Cag |
Cah |
Cai |
Caj |
Cak |
Cal |
Cam |
Can |
Cao–Cap |
Caq |
Car |
Cas |
Cat–Caz
 
Cara |
Carb |
Carc |
Card |
Care |
Carf |
Carg |
Carh |
Cari |
Carj |
Cark |
Carl |
Carm |
Carn |
Caro |
Carp |
Carq |
Carr |
Cars |
Cart |
Caru |
Carv |
Carw |
Cary |
Carz
Die Liste der Biografien führt alle Personen auf, die in der deutschsprachigen Wikipedia einen Artikel haben. Dieses ist eine Teilliste mit 725 Einträgen von Personen, deren Namen mit den Buchstaben „Carr“ beginnt.

## Carr
- Carr Moore, Mary (1873–1957), US-amerikanische Komponistin
- Carr, Alan (* 1976), britischer Schauspieler und Komiker
- Carr, Allan (1937–1999), US-amerikanischer Film- und Theaterproduzent
- Carr, Allen (1934–2006), britischer SachbuchautorAllen Carr (1934–2006)

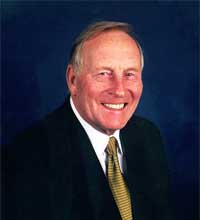
Allen Carr (1934–2006)

- Carr, Anne (1934–2008), US-amerikanische Theologin
- Carr, Antoine (* 1961), US-amerikanischer Basketballspieler
- Carr, Archie (1909–1987), US-amerikanischer Zoologe und Naturschützer, Spezialist für Meeresschildkröten
- Carr, Arthur Comyns (1882–1965), britischer Politiker und Jurist
- Carr, Ashantie (* 1999), Leichtathletin aus Belize
- Carr, Barbara (* 1941), amerikanische Bluessängerin
- Carr, Benjamin (1768–1831), englisch-amerikanischer Komponist, Opernsänger, Organist und Musikverleger
- Carr, Bill (1909–1966), US-amerikanischer Sprinter und Olympiasieger
- Carr, Bob (* 1947), australischer Politiker
- Carr, Brendan, irischer Politiker (Irish Labour Party)
- Carr, Bruno (1928–1993), US-amerikanischer Jazz-Schlagzeuger
- Carr, Caleb (1955–2024), US-amerikanischer Krimi- und Sachbuchautor
- Carr, Calen (* 1982), US-amerikanischer Fußballspieler
- Carr, Catherine (* 1954), US-amerikanische Schwimmerin
- Carr, Cathy (1936–1988), US-amerikanische Popsängerin
- Carr, Charmian (1942–2016), US-amerikanische Schauspielerin
- Carr, Cindy, Szenenbildnerin
- Carr, Daniel (* 1991), kanadischer Eishockeyspieler
- Carr, Darleen (* 1950), US-amerikanische ehemalige Schauspielerin, Sängerin und Synchronsprecherin
- Carr, David McLain (* 1961), US-amerikanischer Alttestamentler und Hochschullehrer
- Carr, Dennis John (1915–2008), australischer Botaniker
- Carr, Derek (* 1991), US-amerikanischer American-Football-SpielerDerek Carr (* 1991)

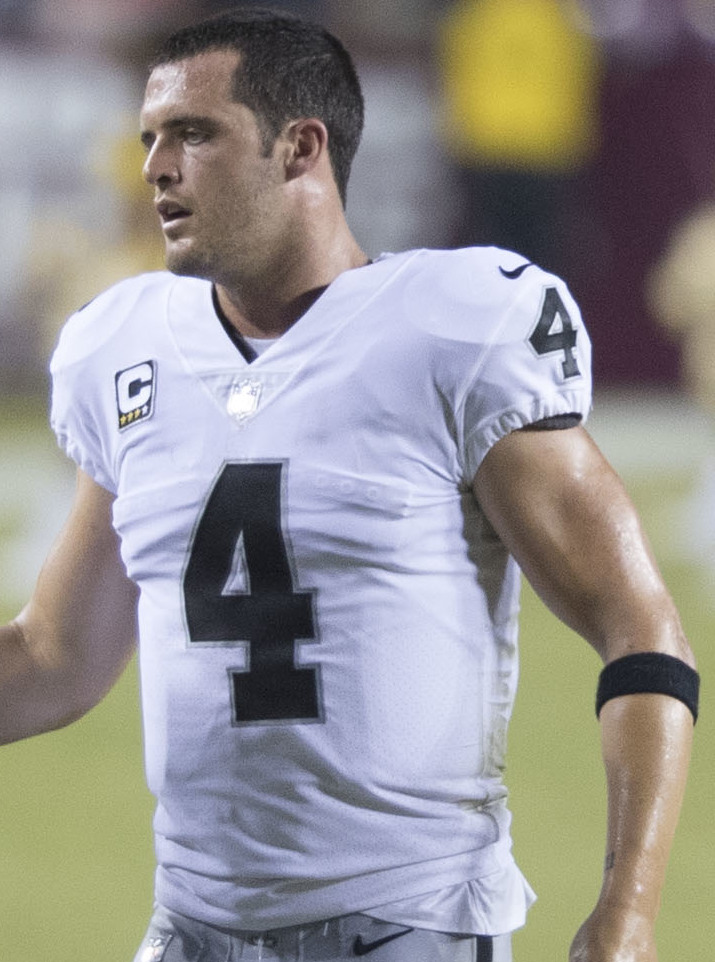
Derek Carr (* 1991)

- Carr, Edward Hallett (1892–1982), britischer Historiker und Diplomat
- Carr, Edwin (1926–2003), neuseeländischer Pianist, Dirigent und Komponist
- Carr, Edwin Jr. (1928–2018), australischer Sprinter
- Carr, Elias (1839–1900), US-amerikanischer Politiker, Gouverneur von North Carolina
- Carr, Emily (1871–1945), kanadische MalerinEmily Carr (1871–1945)

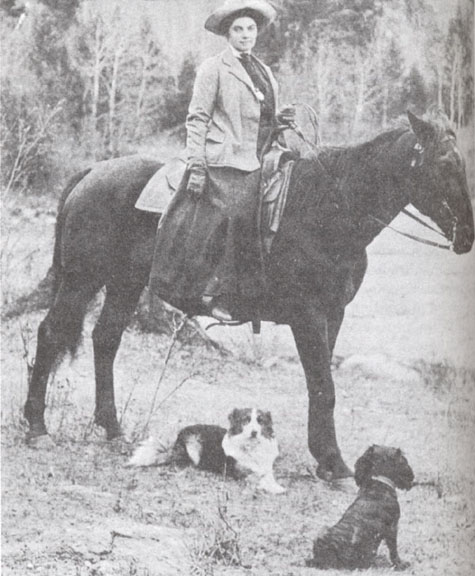
Emily Carr (1871–1945)

- Carr, Emma P. (1880–1972), US-amerikanische Chemikerin und Spektroskopikerin
- Carr, Eric (1950–1991), US-amerikanischer Schlagzeuger
- Carr, Eugene Asa (1830–1910), amerikanischer Offizier, General der Nordstaaten
- Carr, Francis (1751–1821), US-amerikanischer Politiker
- Carr, Francis (1924–2009), britischer Historiker
- Carr, Gable (* 1979), US-amerikanische Schauspielerin
- Carr, Gary (* 1986), britischer Schauspieler, Sänger und Musiker
- Carr, Gene (1951–2023), kanadischer Eishockeyspieler
- Carr, Geneva (* 1971), US-amerikanische Film- und Theaterschauspielerin
- Carr, Geoffrey (1886–1969), britischer Ruderer
- Carr, George Shoobridge (1837–1914), britischer Mathematiker und Schachspieler
- Carr, Gerald P. (1932–2020), US-amerikanischer Astronaut
- Carr, Gerry (1936–2019), britischer Diskuswerfer
- Carr, Hank Earl (1968–1998), US-amerikanischer Gewaltverbrecher
- Carr, Harvey A. (1873–1954), US-amerikanischer Psychologe und Professor
- Carr, Henry (1941–2015), US-amerikanischer Sprinter und Olympiasieger
- Carr, Ian (1933–2009), britischer Jazz-Trompeter und Jazzautor
- Carr, J. L. (1912–1994), britischer Schriftsteller
- Carr, James (1777–1818), US-amerikanischer Politiker
- Carr, James (1911–1981), britischer Produzent von Kurzfilmen
- Carr, James (1942–2001), US-amerikanischer R&B- und Soulsänger
- Carr, Jane (* 1950), britische Film-, Fernseh- und Theaterschauspielerin sowie Musicaldarstellerin und Synchronsprecherin
- Carr, Jekalyn (* 1997), US-amerikanische Gospelsängerin
- Carr, Jimmy (* 1972), britischer Komiker und FernsehmoderatorJimmy Carr (* 1972)

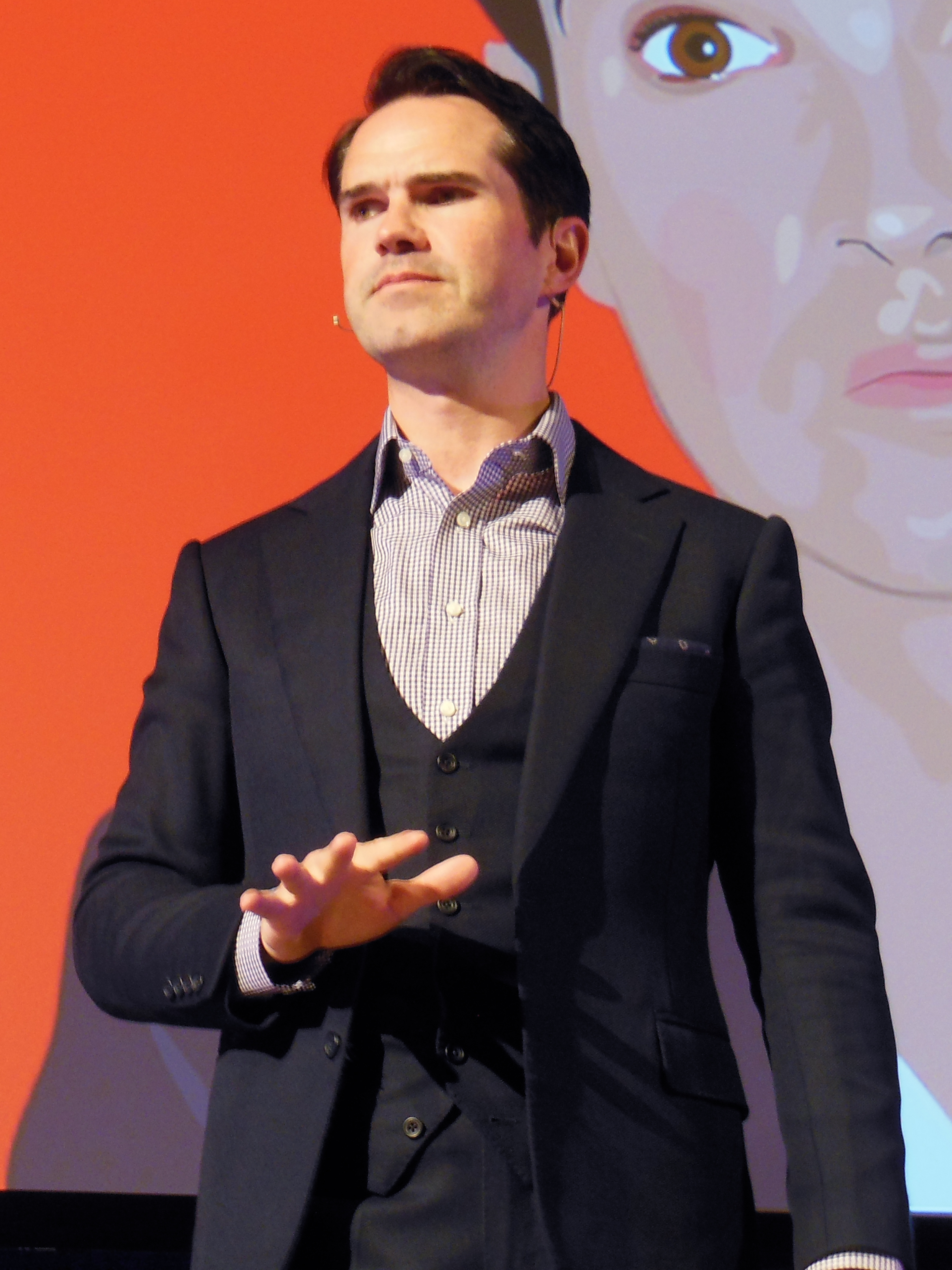
Jimmy Carr (* 1972)

- Carr, John (1793–1845), US-amerikanischer Politiker
- Carr, John (1819–1913), australischer Politiker, Abgeordneter und Minister
- Carr, John Dickson (1906–1977), US-amerikanischer Autor
- Carr, John W. (1874–1932), US-amerikanischer Politiker
- Carr, Johnnie (1911–2008), US-amerikanische Bürgerrechtlerin
- Carr, Johnson (1743–1765), englischer Maler
- Carr, Joseph (1739–1819), US-amerikanischer Musikverleger
- Carr, Joseph (1879–1939), amerikanischer Sportfunktionär
- Carr, Joseph Bradford (1828–1895), US-amerikanischer Offizier und Politiker
- Carr, Judy Feld (* 1938), kanadische Musikwissenschaftlerin und Fluchthelferin
- Carr, Katie (* 1973), britische Schauspielerin
- Carr, Kim (* 1955), australischer Politiker
- Carr, Lady Will (* 1922), US-amerikanische Jazzmusikerin
- Carr, Laurence (1886–1954), britischer Heeresoffizier, Generalleutnant
- Carr, Leroy (1905–1935), US-amerikanischer Blues-Pianist und Sänger
- Carr, Liz (* 1972), britische Komödiantin und Schauspielerin
- Carr, Lois Green (1922–2015), US-amerikanische Historikerin
- Carr, Lola (1918–2009), österreichisch-israelische Malerin
- Carr, Lucien (1925–2005), US-amerikanischer Verleger
- Carr, Mancy, US-amerikanischer Jazzmusiker
- Carr, Marcus (* 1999), kanadischer Basketballspieler
- Carr, Marian (1926–2003), US-amerikanische Schauspielerin
- Carr, Marina (* 1964), irische Schriftstellerin
- Carr, Mary (1874–1973), US-amerikanische Schauspielerin
- Carr, Mary Hart (1913–1988), US-amerikanische Politikerin
- Carr, Mary Jane (1895–1988), US-amerikanische Journalistin und Schriftstellerin
- Carr, Mike (1937–2017), britischer Jazz-Organist, Pianist und Vibraphonist
- Carr, Milton Robert (1943–2024), US-amerikanischer Politiker
- Carr, Nate (* 1960), US-amerikanischer Ringer
- Carr, Nathan T. (1833–1885), US-amerikanischer Politiker
- Carr, Nicholas (1524–1568), englischer Gräzist und Arzt
- Carr, Nicholas (* 1959), US-amerikanischer Autor und Wirtschaftsjournalist
- Carr, Paul (1934–2006), US-amerikanischer Schauspieler
- Carr, Pearl (1921–2020), britische Schauspielerin und Sängerin
- Carr, Pete (1950–2020), US-amerikanischer Gitarrist
- Carr, Ralph Lawrence (1887–1950), US-amerikanischer Politiker
- Carr, Raymond (1919–2015), britischer Historiker
- Carr, Richard (1938–2025), britischer Unternehmer und Fußballfunktionär
- Carr, Robert J., US-amerikanischer Filmtechnikpionier
- Carr, Robert Spencer (1909–1994), US-amerikanischer Schriftsteller
- Carr, Robert, 1. Earl of Somerset († 1645), schottischer Höfling und Politiker
- Carr, Robert, Baron Carr of Hadley (1916–2012), britischer Politiker (Conservative Party), Mitglied des House of Commons
- Carr, Sabin (1904–1983), US-amerikanischer Leichtathlet
- Carr, Sally (* 1945), britische SängerinSally Carr (* 1945)

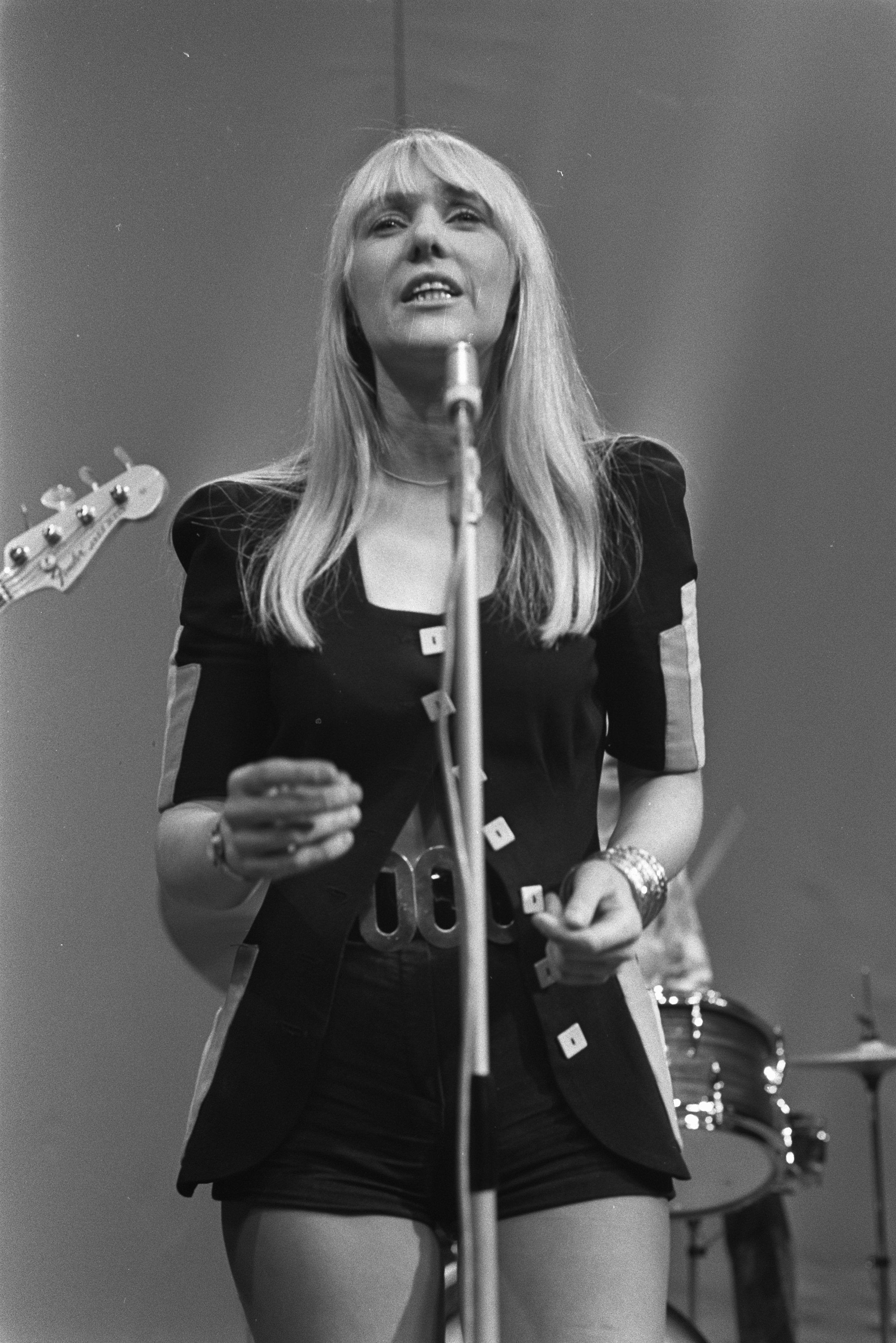
Sally Carr (* 1945)

- Carr, Sam (1926–2009), US-amerikanischer Blues-Musiker (Schlagzeuger)
- Carr, Samuel S. (1837–1908), US-amerikanischer Genremaler
- Carr, Seth (* 2007), US-amerikanischer Schauspieler
- Carr, Simon (* 1998), britischer Radrennfahrer
- Carr, Stella Grace Maisie (1912–1988), australische Botanikerin
- Carr, Stephen (* 1966), australischer Eiskunstläufer
- Carr, Stephen (* 1976), irischer Fußballspieler
- Carr, Steve (* 1962), US-amerikanischer Filmregisseur und -produzent
- Carr, Sue (* 1964), britische Juristin und Lady Chief Justice of England and Wales
- Carr, Terry (1937–1987), US-amerikanischer Science-Fiction-Autor und -Herausgeber
- Carr, Thomas (1780–1849), US-amerikanischer Musikverleger, Komponist und Organist
- Carr, Thomas (1907–1997), US-amerikanischer Filmschauspieler und Filmregisseur
- Carr, Tony (* 1930), britischer Schlagzeuger und Perkussionist
- Carr, Vikki (* 1941), US-amerikanische SängerinVikki Carr (* 1941)

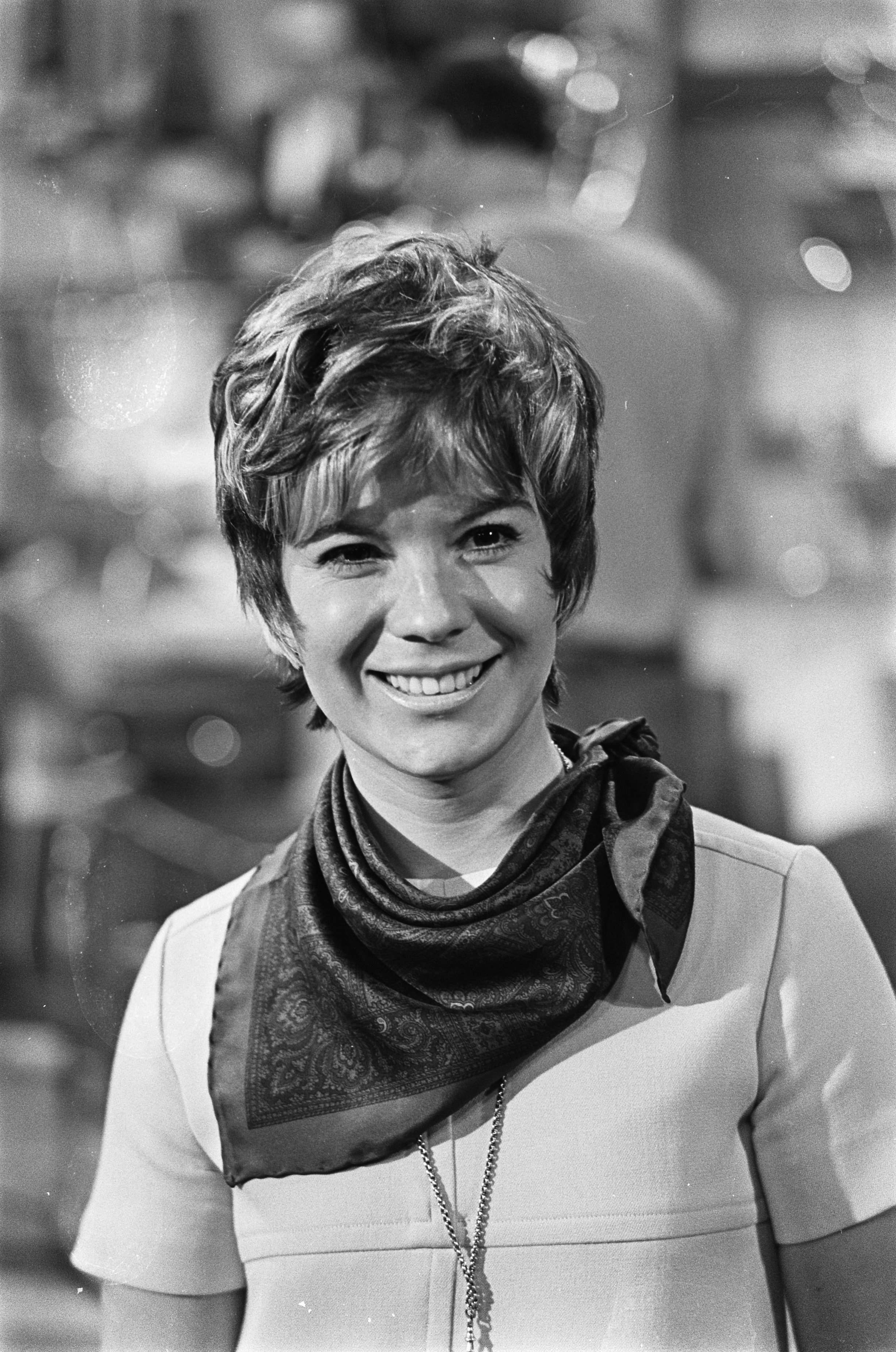
Vikki Carr (* 1941)

- Carr, Virginia Spencer (1929–2012), US-amerikanische Literaturwissenschaftlerin
- Carr, Wes (* 1982), australischer Popsänger
- Carr, Weston (* 1997), US-amerikanischer American-Football-Spieler
- Carr, William (1876–1942), US-amerikanischer Ruderer
- Carr, William (1921–1991), britischer Historiker
- Carr, William Broughton (1837–1909), britischer Autor und Imker
- Carr, William Guy (1895–1959), kanadischer Offizier und Autor
- Carr, Wooda Nicholas (1871–1953), US-amerikanischer Politiker
- Carr-Gomm, Philip (* 1952), britischer Druide
- Carr-Harris, Ian (* 1941), kanadischer Bildhauer und Installationskünstler
- Carr-Harris, Lorne (1899–1981), britischer Eishockeytorwart
- Carr-McGrath, Danielle (* 1969), australische Eiskunstläuferin

### Carra
- Carra Saint-Cyr, Claude (1760–1834), französischer General
- Carrà, Carlo (1881–1966), italienischer Maler und Kunstschriftsteller
- Carra, Jean-Louis (1742–1793), französischer Schriftsteller, Enzyklopädist und Revolutionär
- Carra, Manuel (1931–2024), spanischer Pianist, Komponist und Musikpädagoge
- Carrà, Raffaella (1943–2021), italienische Schauspielerin, Sängerin und FernsehmoderatorinRaffaella Carrà (1943–2021)

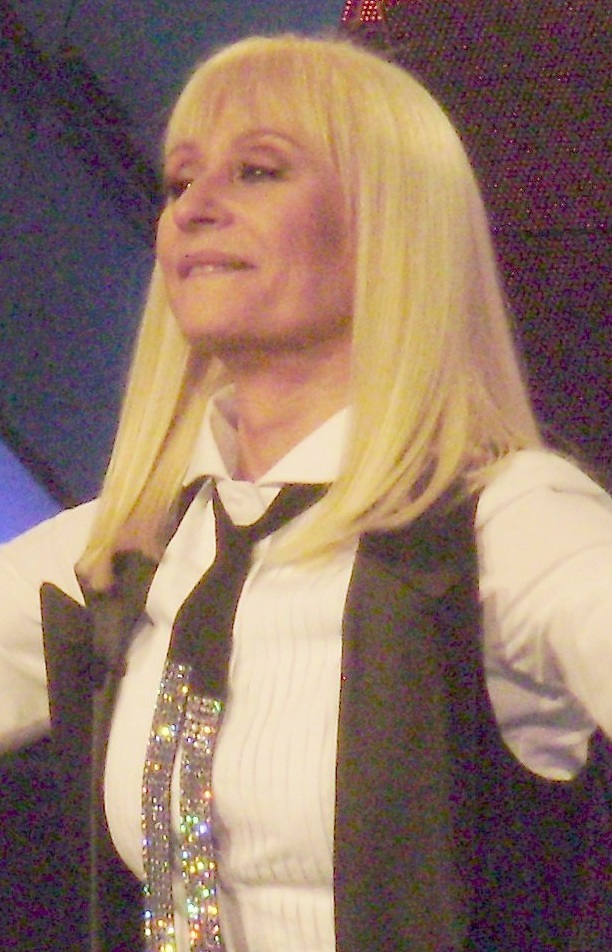
Raffaella Carrà (1943–2021)

- Carrabré, T. Patrick (* 1958), kanadischer Komponist und Musikpädagoge
- Carrabs, Lorenzo (* 1954), uruguayischer Fußballspieler und Trainer
- Carracci, Agostino (1557–1602), italienischer Maler und Kupferstecher
- Carracci, Annibale († 1609), italienischer Maler und Kupferstecher
- Carracci, Francesco (1595–1622), italienischer Maler, Zeichner und Stecher
- Carracci, Lodovico (1555–1619), italienischer Maler
- Carracedo, Marcelo (* 1970), argentinischer Fußballspieler
- Carrach, Johann Philipp von (* 1730), deutscher Rechtswissenschaftler und Reichspublizist
- Carrach, Johann Tobias (1702–1775), deutscher Rechtswissenschaftler
- Carracher, Izac (* 1999), australischer Volleyball- und Beachvolleyballspieler
- Carrack, Paul (* 1951), britischer Songschreiber, Sänger und Keyboarder
- Carradine, David (1936–2009), US-amerikanischer SchauspielerDavid Carradine (1936–2009)

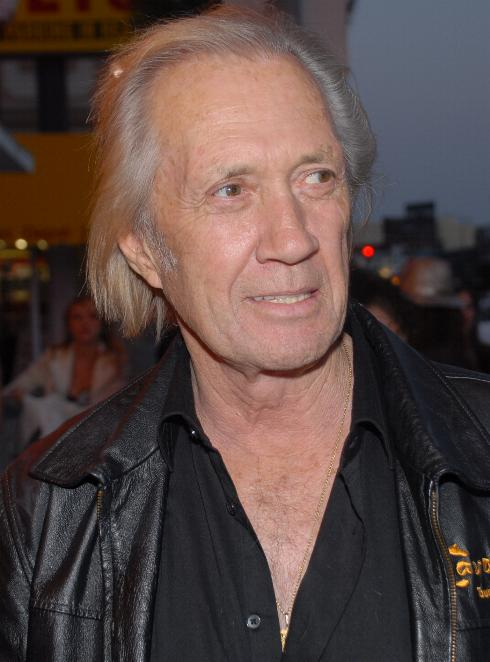
David Carradine (1936–2009)

- Carradine, Ever (* 1974), US-amerikanische Schauspielerin
- Carradine, John (1906–1988), US-amerikanischer Schauspieler
- Carradine, Keith (* 1949), US-amerikanischer Schauspieler, Regisseur und Sänger
- Carradine, Robert (* 1954), US-amerikanischer Schauspieler
- Carradine, Sorel (* 1985), US-amerikanische Schauspielerin
- Carraggi, Julien (* 2000), belgischer Badmintonspieler
- Carragher, Jamie (* 1978), englischer Fußballspieler
- Carral Icaza, Enrique (1914–1976), mexikanischer Architekt
- Carral, Dora (* 1935), kubanische Opernsängerin (Sopran)
- Carrand, Louis-Hilaire (1821–1899), französischer Maler
- Carranza Chévez, José (1920–1980), honduranischer römisch-katholischer Geistlicher, Bischof von Santa Rosa de Copán
- Carranza Ramírez, Bruno (1822–1891), Präsident Costa Ricas
- Carranza Saroli, Cecilia (* 1986), argentinische olympische Seglerin
- Carranza y López, Clemente (1905–1978), nicaraguanischer römisch-katholischer Geistlicher, Bischof von Estelí
- Carranza, Bartolomé de (1503–1576), Erzbischof von Toledo, Opfer der spanischen Inquisition
- Carranza, Bernadette, italienische Filmproduzentin
- Carranza, Carlos (* 1928), uruguayischer Fußballspieler
- Carranza, Estibaliz (* 1978), spanisch-mexikanische Geschäftsfrau und Doppelmörderin
- Carranza, José-Luis (* 1964), peruanischer Fußballspieler
- Carranza, Julián (* 2000), argentinischer Fußballspieler
- Carranza, Venustiano (1859–1920), mexikanischer Revolutionär, Politiker und Staatspräsident von Mexiko (1914–1920)Venustiano Carranza (1859–1920)

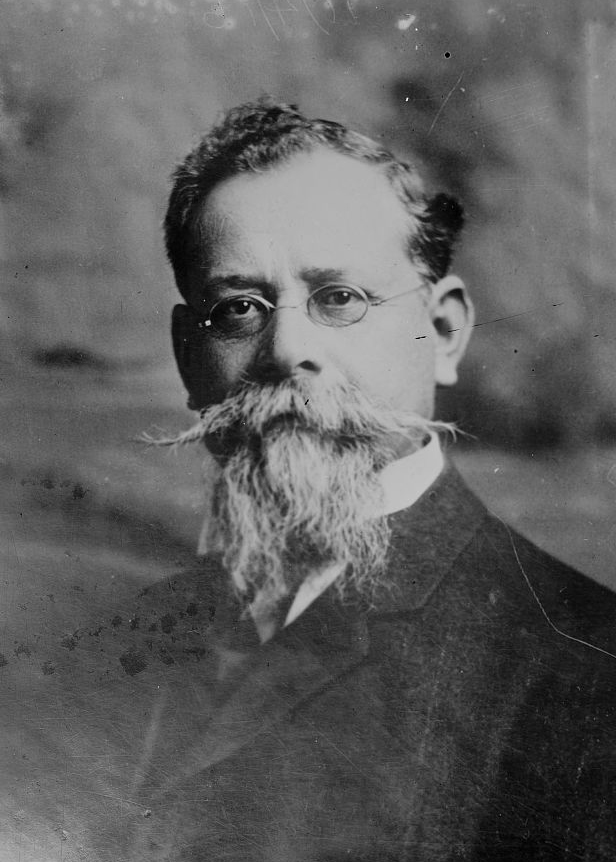
Venustiano Carranza (1859–1920)

- Carrapatoso, Eurico (* 1962), portugiesischer Komponist
- Carrara, Benedetto (* 1955), italienischer Skilangläufer
- Carrara, Benoît (1926–1993), französischer Skilangläufer
- Carrara, Bruno (* 1977), italienischer Skilangläufer
- Carrara, Émile (1915–1973), französischer Komponist
- Carrara, Émile (1925–1992), französischer Radrennfahrer
- Carrara, Erica (* 1972), italienische Biathletin
- Carrara, Gustavo Oscar (* 1973), argentinischer römisch-katholischer Geistlicher, Erzbischof von La Plata
- Carrara, Mario (1913–1993), italienischer Bibliothekar und Autor
- Carrara, Matteo (* 1979), italienischer Radrennfahrer
- Carrara, Michela (* 1997), italienische Biathletin
- Carrara, Nello (1900–1993), italienischer Physiker
- Carrara, Pieralberto (* 1966), italienischer Biathlet
- Carrara, Vera (* 1980), italienische Radrennfahrerin
- Carrara, Yvonne (* 1969), Schweizer Politikerin (SVP)
- Carrard, François (1938–2022), Schweizer Rechtsanwalt, Notar und Sportfunktionär
- Carraretto, Marco (* 1977), italienischer Basketballspieler
- Carrari, Baldassare der Ältere, italienischer Maler
- Carraro, Albino (1899–1964), italienischer Fußballschiedsrichter und -trainer
- Carraro, Davide (* 1977), italienischer römisch-katholischer Ordensgeistlicher, Bischof von Oran
- Carraro, Elena (* 2001), italienische Hürdenläuferin
- Carraro, Flavio Roberto (1932–2022), italienischer römisch-katholischer Ordensgeistlicher, Generalminister des Kapuzinerorden, Bischof von Verona
- Carraro, Franco (* 1939), italienischer Fußballmanager und Politiker
- Carraro, Giuseppe (1899–1980), italienischer Geistlicher, römisch-katholischer Bischof von Verona
- Carraro, Martina (* 1993), italienische Schwimmerin
- Carraro, Nicola (* 2002), italienischer Motorradrennfahrer
- Carraro, Tino (1910–1995), italienischer Schauspieler
- Carraroli, Guglielmo, italienischer Autorennfahrer und Teambesitzer
- Carras, Matthias (1964–2023), deutscher Schlagersänger, Fernsehmoderator und DJMatthias Carras (1964–2023)

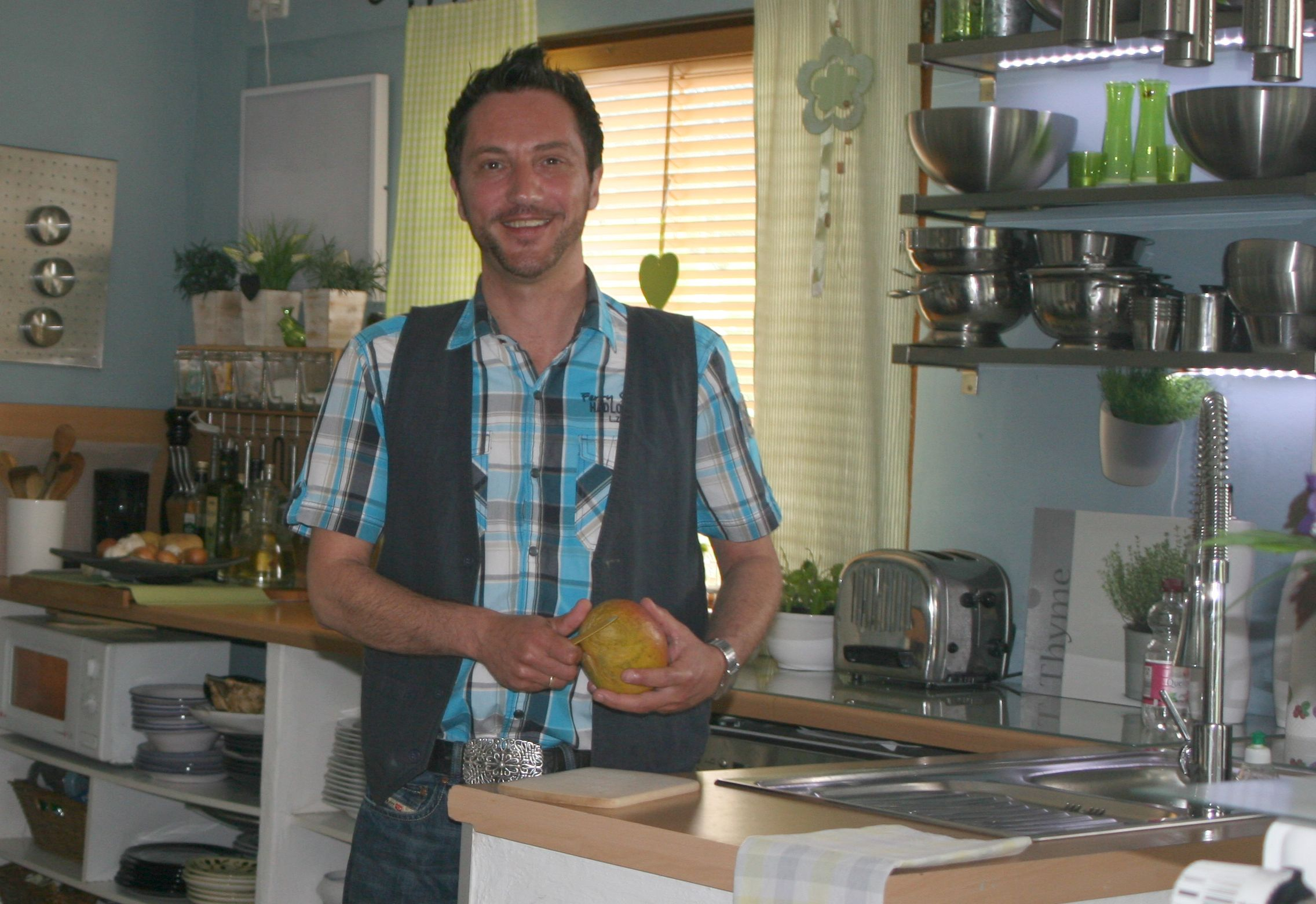
Matthias Carras (1964–2023)

- Carrascal, Jorge (* 1998), kolumbianischer Fußballspieler
- Carrascalão Antunes, Natália (* 1952), osttimoresische Diplomatin und portugiesische Politikerin
- Carrascalão, Ângela (* 1951), portugiesisch-osttimoresische Journalistin, Autorin, Hochschullehrerin, Politikerin und Diplomatin
- Carrascalão, João Viegas (1945–2012), osttimoresischer Politiker
- Carrascalão, José Manuel (* 1960), osttimoresischer Politiker
- Carrascalão, Manuel (1933–2009), osttimoresischer Unabhängigkeitsführer
- Carrascalão, Manuel Viegas (1901–1977), portugiesischer Anarchist
- Carrasco Briseño, Bartolomé (1918–1999), mexikanischer Geistlicher, Erzbischof von Antequera
- Carrasco Cortés, Tomás Abel (* 1970), chilenischer römisch-katholischer Geistlicher und Bischof von San Juan Bautista de Calama
- Carrasco de Paula, Ignacio (* 1937), spanischer Geistlicher, emeritierter Kurienbischof und Präsident der Päpstlichen Akademie für das Leben
- Carrasco Espinosa, Gonzalo (1859–1936), mexikanischer Jesuiten-Priester und Künstler
- Carrasco Jaramillo, Jesús (* 1972), spanischer Schriftsteller
- Carrasco Rouco, Alfonso (* 1956), spanischer Geistlicher und römisch-katholischer Bischof von Lugo
- Carrasco Tapia, José (1943–1986), chilenischer Journalist
- Carrasco y Hernando, Basilio Antonio (1783–1852), spanischer Geistlicher
- Carrasco, Alejandro (* 1978), chilenischer Fußballspieler
- Carrasco, Ana (* 1997), spanische MotorradrennfahrerinAna Carrasco (* 1997)

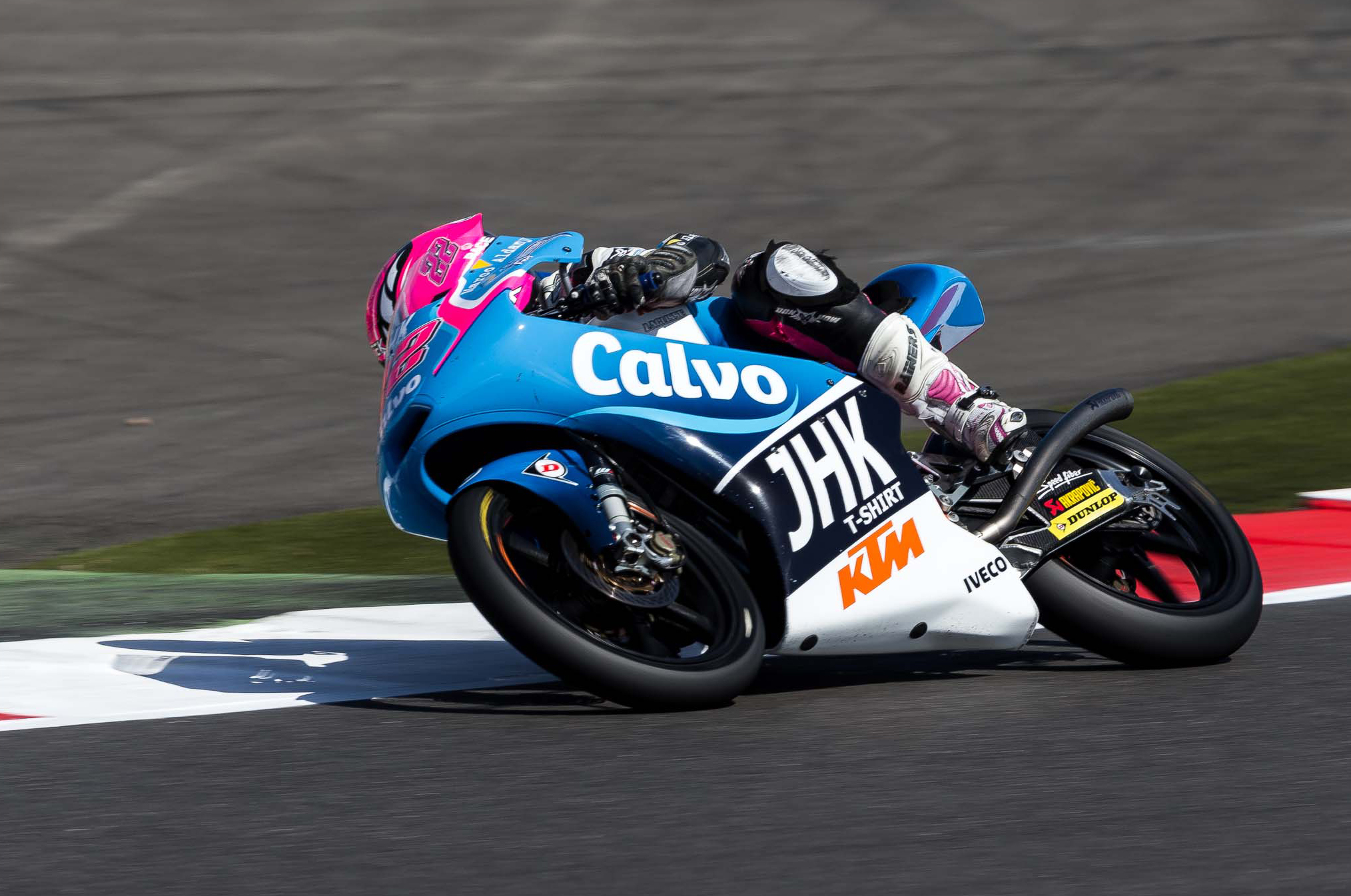
Ana Carrasco (* 1997)

- Carrasco, Andrés (1946–2014), argentinischer Arzt und Aktivist
- Carrasco, Andrés (* 1978), spanischer Fußballtrainer
- Carrasco, Ángela (* 1951), dominikanische Sängerin
- Carrasco, Berna (1914–2013), chilenische Schachspielerin
- Carrasco, Bryan (* 1991), chilenischer Fußballspieler
- Carrasco, Carlos (* 1997), spanischer American-Football-Spieler
- Carrasco, Diego (* 1995), chilenischer Fußballspieler
- Carrasco, Félix (* 1955), mexikanischer Komponist
- Carrasco, Francisco (* 1959), spanischer Fußballspieler und -trainer
- Carrasco, Gonzalo (1935–2013), chilenischer Fußballspieler
- Carrasco, Isaac (1928–2004), chilenischer Fußballspieler
- Carrasco, Joe King, US-amerikanischer Rockmusiker
- Carrasco, Jorge (* 1960), chilenischer Fußballspieler
- Carrasco, Jorge (* 1982), chilenischer Fußballspieler
- Carrasco, José Antonio (* 1980), spanischer Radrennfahrer
- Carrasco, José Luis (* 1982), spanischer Radrennfahrer
- Carrasco, Juan Ignacio (* 1974), spanischer Tennisspieler
- Carrasco, Juan Ramón (* 1956), uruguayischer Fußballspieler, Trainer
- Carrasco, Luis (* 1963), mexikanischer Skeletonfahrer
- Carrasco, Manuela (* 1958), spanische Flamenco-Tänzerin
- Carrasco, Marisa, mexikanische Psychologin
- Carrasco, Nieves (* 1979), costa-ricanischer Radrennfahrer
- Carrasco, Óscar (1927–1998), chilenischer Fußballspieler
- Carrasco, Pedro (1943–2001), spanischer Boxer im Leichtgewicht
- Carrasco, Rafaela (* 1972), spanische Flamenco-Tänzerin und Choreografin
- Carrasco, Rodrigo (* 1975), chilenischer Springreiter
- Carrasco, Sergio (* 1985), spanischer Radrennfahrer
- Carrasco, Yannick (* 1993), belgisch-spanischer FußballspielerYannick Carrasco (* 1993)

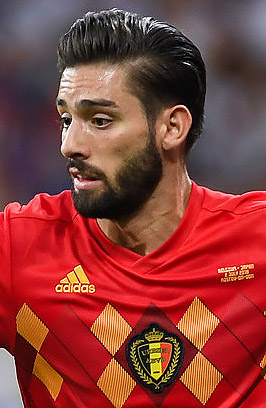
Yannick Carrasco (* 1993)

- Carrascosa Coso, Andrés (* 1955), spanischer Geistlicher, römisch-katholischer Erzbischof und Diplomat
- Carrascosa, Ana (* 1980), spanische Judoka
- Carrascosa, Jorge (* 1948), argentinischer Fußballspieler
- Carrascosa, Michele (1774–1852), neapolitanischer General
- Carrasqueira, Antonio (* 1952), brasilianischer Flötist
- Carrasquilla, Adalberto (* 1998), panamaischer Fußballspieler
- Carrasquilla, Tomás (1858–1940), kolumbianischer Schriftsteller
- Carrasquillo, Meghan (* 1995), US-amerikanische Schauspielerin und Musicaldarstellerin
- Carrasso, Cédric (* 1981), französischer Fußballtorwart
- Carratala Jiménez, Ernesto (* 1999), deutscher Fußballspieler
- Carraud, Gaston (1864–1920), französischer Komponist und Musikkritiker
- Carrawell, Chris (* 1977), US-amerikanischer Basketballspieler und -trainer
- Carraz, Grégory (* 1975), französischer Tennisspieler
- Carraz, Roland (1943–1999), französischer Politiker
- Carraz-Collin, Julie (* 1980), französische Biathletin
- Carrazeda de Sousa Caldas Vianna e Andrade, José, portugiesischer Offizier und Kolonialverwalter

### Carre
- Carré de Malberg, Caroline (1829–1891), französische römisch-katholische Ordensgründerin
- Carré de Malberg, Stanislas (* 1969), französischer Drehbuchautor, Schauspieler und Filmregisseur
- Carré, Abbé, französischer Indienreisender und katholischer Priester
- Carré, André (1908–1989), französischer Autorennfahrer
- Carré, Ben (1883–1978), französisch-amerikanischer Filmarchitekt und Filmkulissenmaler
- Carré, David (* 1975), französischer Fußballtrainer
- Carré, Edmond (1833–1894), französischer Fabrikant
- Carré, Ferdinand (1824–1900), französischer Ingenieur
- Carré, Henri (1870–1938), französischer Tierarzt und Infektiologe, Entdecker des Staupevirus
- Carré, Isabelle (* 1971), französische FilmschauspielerinIsabelle Carré (* 1971)

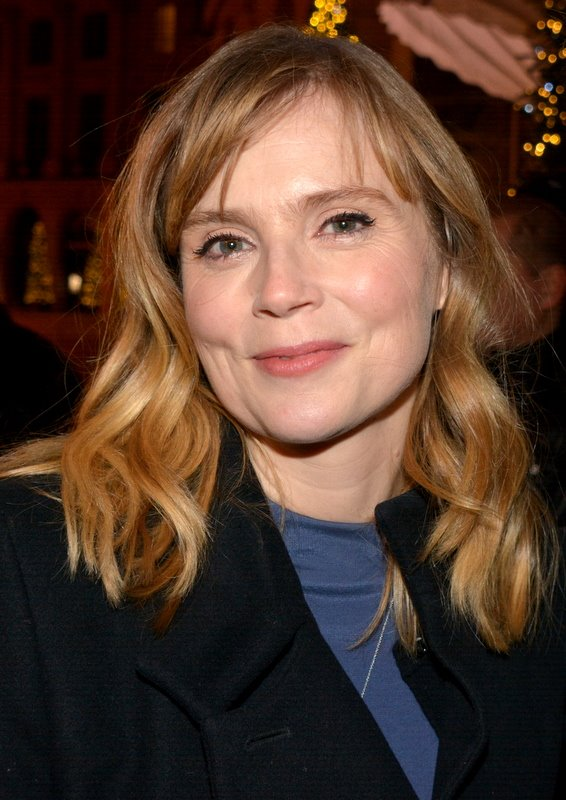
Isabelle Carré (* 1971)

- Carré, Jean Ian (* 1993), mauritischer Hammerwerfer
- Carré, Léon (1878–1942), französischer Maler, tätig in Algerien
- Carré, Lucien (* 1904), französischer Filmarchitekt
- Carré, Michel (1821–1872), französischer Librettist
- Carré, Olivier (* 1961), französischer Politiker, Mitglied der Nationalversammlung
- Carré, Pierre-Marie (* 1947), französischer Geistlicher, emeritierter römisch-katholischer Erzbischof von Montpellier
- Carré, Robert-Ambroise-Marie (1908–2004), französischer Dominikaner und Prediger
- Carrea, Andrea (1924–2013), italienischer Radrennfahrer
- Carrée, Michiel, niederländischer Tier- und Landschaftsmaler
- Carrega, Michel (1934–2024), französischer Sportschütze
- Carrega, Ugo (1935–2014), italienischer Grafiker, Autor und Dichter
- Carreira, António, portugiesischer Organist und Komponist
- Carreira, David (* 1991), portugiesischer Schauspieler und Popsänger
- Carreira, Erick M. (* 1963), US-amerikanischer Chemiker an der ETH Zürich
- Carreira, José Luis (* 1962), spanischer Mittelstreckenläufer
- Carreira, Luís (1976–2012), portugiesischer Motorradrennfahrer
- Carreira, Mickael (* 1986), portugiesischer Popsänger
- Carreira, Ricardo de Freitas (* 1978), brasilianischer Fußballspieler
- Carreira, Tony (* 1963), portugiesischer Sänger
- Carrel, Alexis (1873–1944), französischer Chirurg, Nobelpreisträger für Medizin 1912Alexis Carrel (1873–1944)

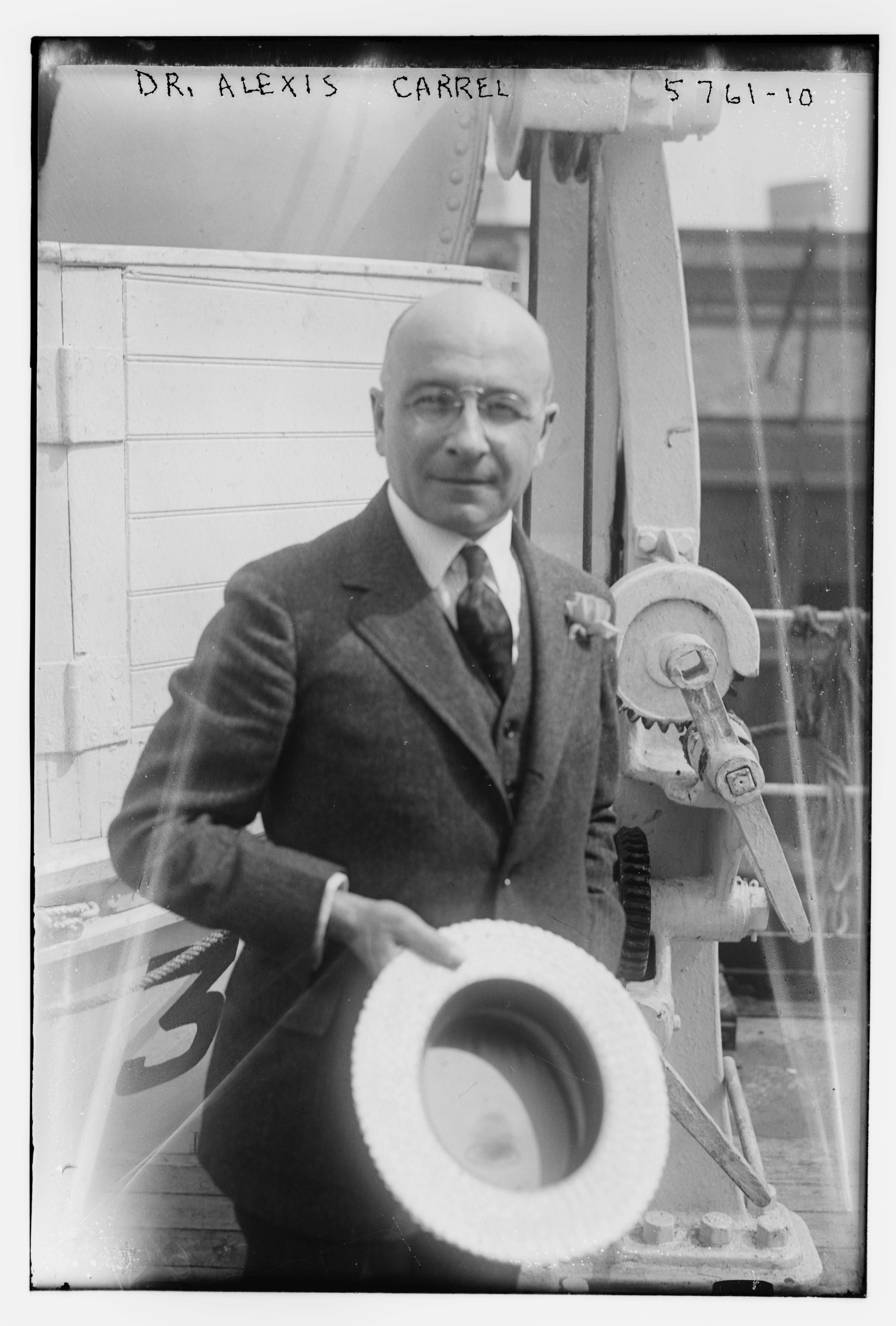
Alexis Carrel (1873–1944)

- Carrel, Armand (1800–1836), französischer Publizist
- Carrel, Charlie (* 1993), britischer Pokerspieler
- Carrel, Dany (* 1932), französische Schauspielerin
- Carrel, Gabriella (* 1966), italienische Skilangläuferin
- Carrel, Georges (1800–1870), italienischer Geistlicher, Naturwissenschaftler und Alpinist
- Carrel, Jean-Antoine († 1890), italienischer Bergführer
- Carrel, Thierry (* 1960), Schweizer Kardiologe
- Carrell, André (1911–1968), niederländischer Komiker und Conférencier
- Carrell, James B. (* 1940), Mathematiker
- Carrell, John, US-amerikanischer Eiskunstläufer
- Carrell, Rudi (1934–2006), niederländischer ShowmasterRudi Carrell (1934–2006)

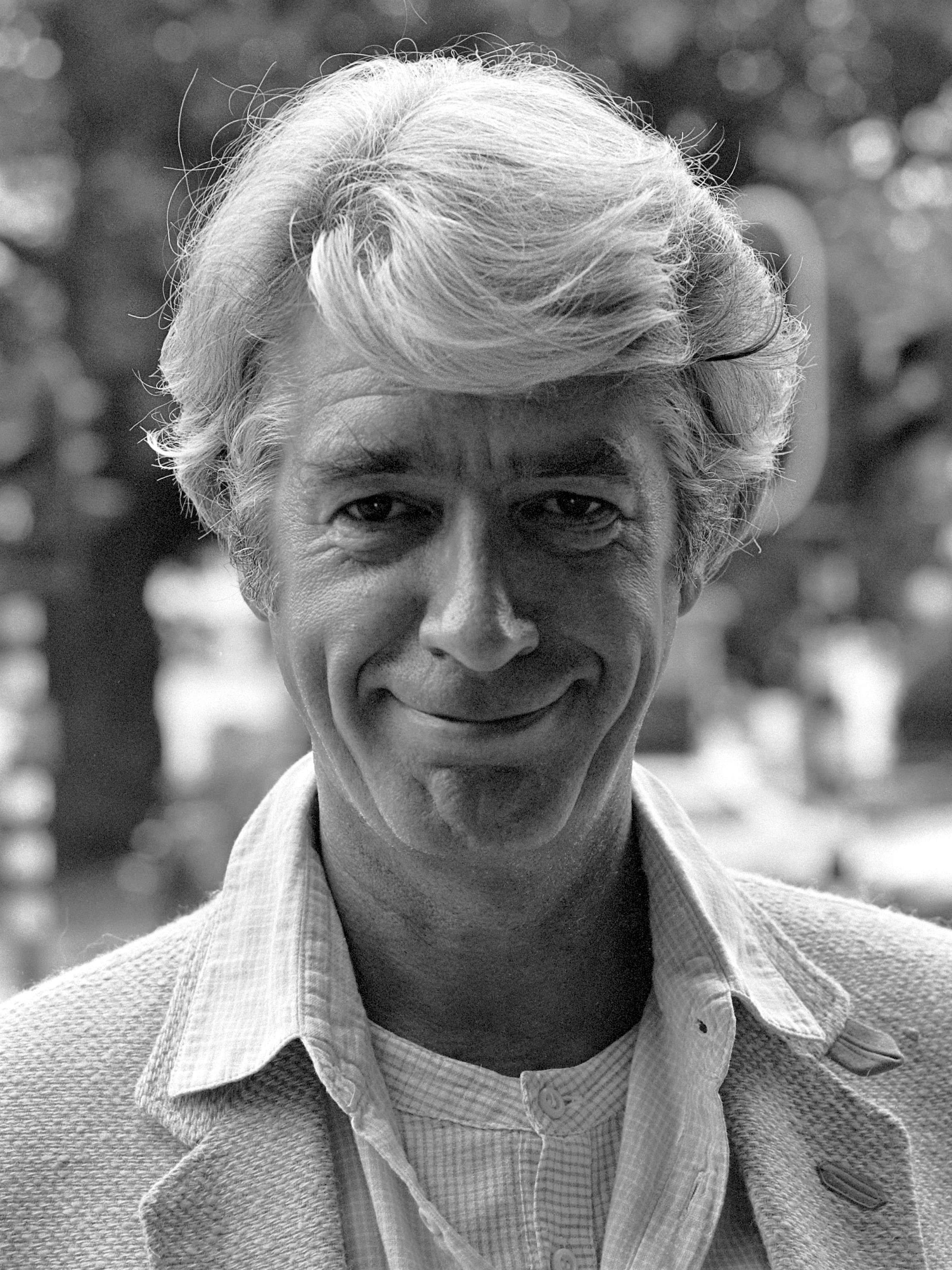
Rudi Carrell (1934–2006)

- Carrelo, Acúrsio (1931–2010), portugiesischer Fußballspieler
- Carremans, August (1881–1954), belgischer Radrennfahrer
- Carreño Busta, Pablo (* 1991), spanischer Tennisspieler
- Carreño de Miranda, Juan (1614–1685), spanischer Maler des Barock
- Carreño Quiñonez, Joselito (* 1966), kolumbianischer Ordensgeistlicher und Apostolischer Vikar von Inírida
- Carreño, Ángel (* 1980), chilenischer Fußballspieler
- Carreño, Cayetano (1774–1836), venezolanischer Komponist
- Carreño, Ciriaco (1795–1814), venezolanischer Sänger und Organist
- Carreño, Darío (* 1988), mexikanischer Fußballspieler
- Carreño, Fernando (* 1979), uruguayischer Fußballspieler
- Carreño, Francisco (1910–1965), venezolanischer Musiker, Komponist, Musikpädagoge und Folklorist
- Carreño, Guillermo (* 1962), chilenischer Fußballspieler
- Carreño, Inocente (1919–2016), venezolanischer Komponist
- Carreño, Jaime (* 1997), chilenischer Fußballspieler
- Carreño, Juan (1909–1940), mexikanischer Fußballspieler
- Carreño, Juan Bautista (1802–1849), venezolanischer Komponist und Organist
- Carreño, Juan Enrique (* 1968), chilenischer Fußballspieler
- Carreño, Manuel Antonio (1812–1874), venezolanischer Musiker, Pädagoge, Außen- und Finanzminister
- Carreño, Meche (1947–2022), mexikanische Schauspielerin, Sängerin und Model
- Carreño, Teresa (1853–1917), venezolanische KomponistinTeresa Carreño (1853–1917)

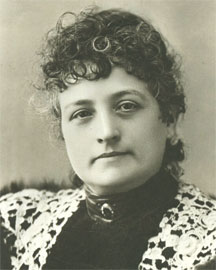
Teresa Carreño (1853–1917)

- Carreón, David (* 1994), mexikanischer Speerwerfer
- Carrer, Pavlos (1829–1896), griechischer Komponist
- Carrer, Xavier (* 1973), französischer Karambolagespieler und Unternehmer
- Carrera Andrade, Jorge (1903–1978), ecuadorianischer Lyriker, Schriftsteller und Diplomat
- Carrera Planas, Joan (1930–2008), spanischer Geistlicher, Weihbischof in Barcelona
- Carrera Turcios, José Rafael (1814–1865), guatemaltekischer General und Präsident
- Carrera, Agustín (* 1988), argentinischer Hürdenläufer
- Carrera, Andrea (1590–1677), italienischer Maler
- Carrera, Asia (* 1973), US-amerikanische ehemalige Pornodarstellerin
- Carrera, Barbara (* 1945), US-amerikanische SchauspielerinBarbara Carrera (* 1945)

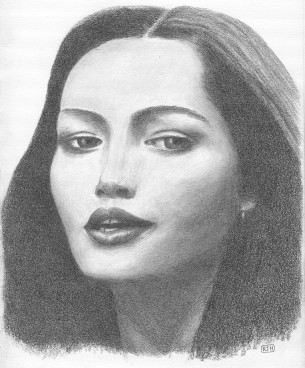
Barbara Carrera (* 1945)

- Carrera, Carlos (* 1962), mexikanischer Filmregisseur und Animator
- Carrera, Carmen (* 1985), US-amerikanisches Model und Reality-TV-Schauspielerin
- Carrera, Dorothea (1941–1988), deutsche Schauspielerin und Hörspielsprecherin
- Carrera, Ignacio de la (1747–1819), chilenischer Aristokrat und Politiker
- Carrera, Javiera (1781–1862), chilenische Unabhängigkeitskämpferin
- Carrera, José Miguel (1785–1821), lateinamerikanischer Nationalheld und erster Präsident Chiles
- Carrera, Juan Carlos, argentinischer Fußballspieler
- Carrera, Juan José (1782–1818), chilenischer Militär
- Carrera, Luis (1791–1818), chilenischer Militär und Unabhängigkeitskämpfer
- Carrera, Margarita (1929–2018), guatemaltekische Autorin, Universitätsprofessorin, Essayistin und Journalistin
- Carrera, Mariano Natalio (* 1980), argentinischer Boxer
- Carrera, Massimo (* 1964), italienischer Fußballspieler und -trainer
- Carrera, Nelson (* 1961), portugiesischer Rockabilly-Musiker
- Carrera, Nico (* 2002), US-amerikanisch-mexikanischer Fußballspieler
- Carrera, Pedro Leopoldo (1914–1963), argentinischer Karambolagespieler
- Carrera, Pietro (1573–1647), italienischer Geistlicher, Historiker, Dichter und Schachspieler
- Carrera, Santiago (* 1994), uruguayischer Fußballspieler
- Carrera, Sherwin (* 1984), philippinischer Straßenradrennfahrer
- Carrera, Vito (1555–1623), italienischer Maler
- Carreras Artau, Tomás (1879–1954), katalanischer Philosoph, Ethnologe und Politiker
- Carreras i Goicoechea, Joan (* 1962), spanischer Journalist, Drehbuchautor und Schriftsteller
- Carreras Jiménez, Rodrigo Xavier (* 1947), costa-ricanischer Diplomat
- Carreras, Álvaro (* 2003), spanischer FußballspielerÁlvaro Carreras (* 2003)

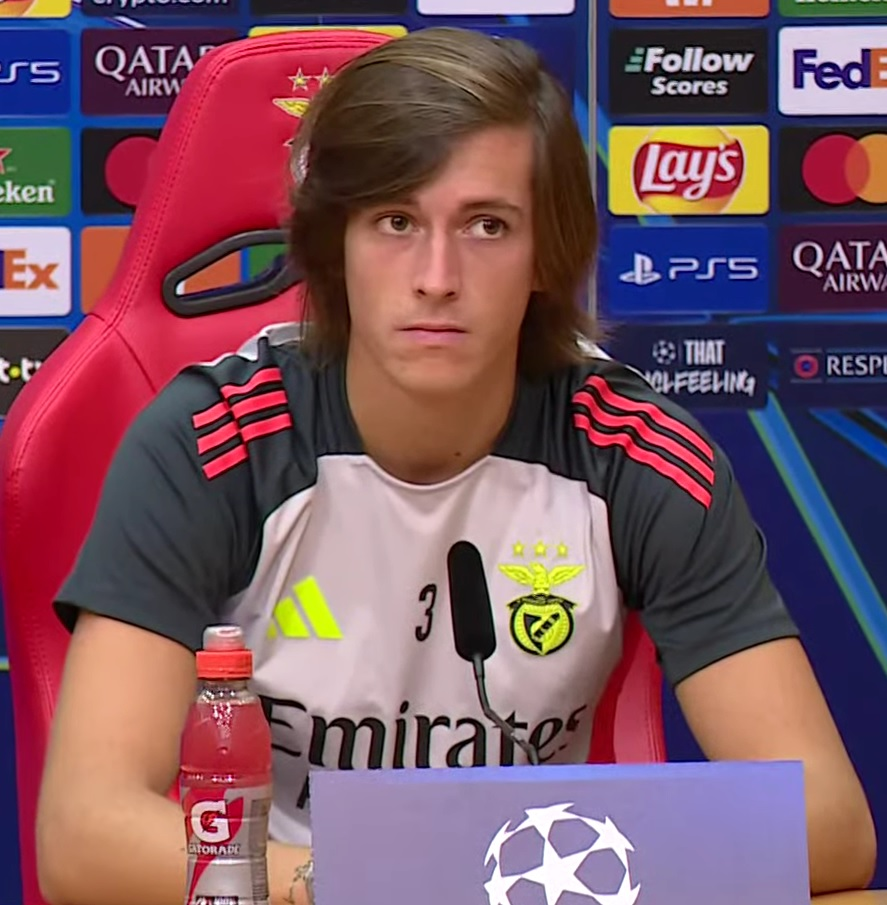
Álvaro Carreras (* 2003)

- Carreras, Amanda (* 1990), britische Tennisspielerin
- Carreras, Josep (* 1946), katalanischer Tenor
- Carreras, Lluís (* 1972), spanischer Fußballspieler
- Carreras, Michael (1927–1994), britischer Filmproduzent, Drehbuchautor, Regisseur und Studio-Manager
- Carreras, Rodolfo, uruguayischer Fußballspieler
- Carreras, Saguier, paraguayischer Fußballspieler
- Carrère d’Encausse, Hélène (1929–2023), französische Historikerin
- Carrere Moreno, Emilio (1881–1947), spanischer Schriftsteller
- Carrere, Edward (1906–1984), US-amerikanischer Szenenbildner
- Carrère, Emmanuel (* 1957), französischer Schriftsteller, Drehbuchautor und Regisseur
- Carrere, Fernando (1909–1998), mexikanisch-amerikanischer Filmarchitekt
- Carrère, Jean-Paul (1926–2012), französischer Regisseur
- Carrere, Tia (* 1967), amerikanische Schauspielerin und SängerinTia Carrere (* 1967)

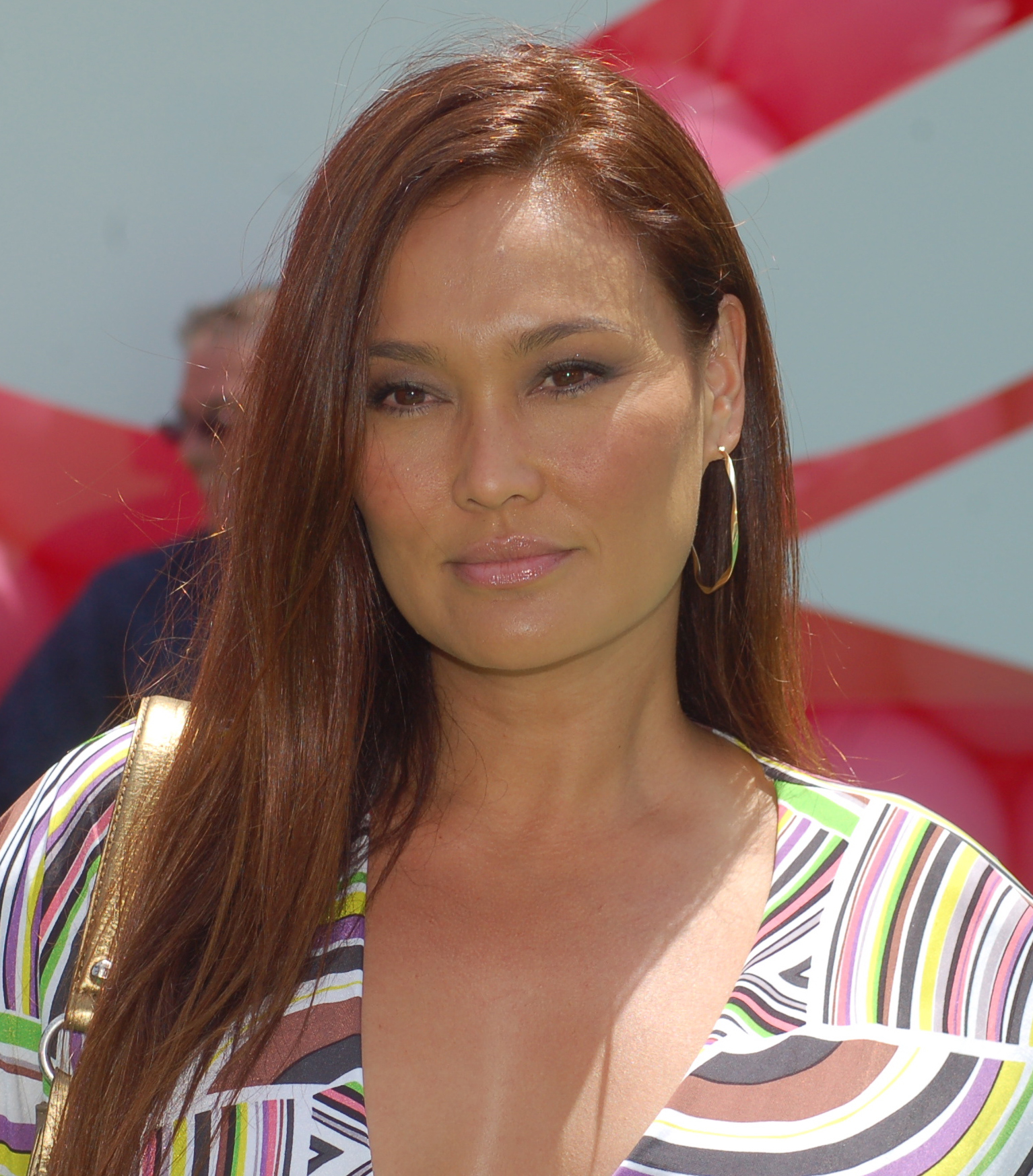
Tia Carrere (* 1967)

- Carreri, Matteo († 1470), Dominikaner, Seliger der römisch-katholischen Kirche
- Carrero Blanco, Luis (1904–1973), spanischer Militär (Admiral) und Politiker
- Carrero, Aimee (* 1988), dominikanisch-US-amerikanische Schauspielerin und Synchronsprecherin
- Carrero, Héctor (* 1991), mexikanischer Eishockeyspieler
- Carrero, Raimundo (* 1947), brasilianischer Journalist und Schriftsteller
- Carrero, Yaniel (* 1995), kubanischer Sprinter
- Carrerot, Raymond Dominique (1863–1933), französischer Ordensgeistlicher, römisch-katholischer Bischof von Porto Nacional
- Carrerou, Rubén (* 1920), uruguayischer Leichtathlet
- Carretero, Aaron (* 1988), spanischer Eishockeytorwart
- Carretero, Enrique (1926–2010), argentinischer Fußballspieler
- Carretero, Ramón (* 1990), panamaischer Straßenradrennfahrer
- Carretero, Roberto (* 1975), spanischer Tennisspieler
- Carretto de Grana, Francesco (1593–1651), kaiserlicher Feldmarschall im Dreißigjährigen Krieg
- Carretto, Carlo (1910–1988), italienisch katholischer Schriftsteller
- Carrey de Bellemare, Adrien Alexandre Adolphe (1824–1905), französischer General
- Carrey, Jacques (1649–1726), französischer Maler und Zeichner
- Carrey, Jim (* 1962), kanadisch-US-amerikanischer Komiker und FilmschauspielerJim Carrey (* 1962)

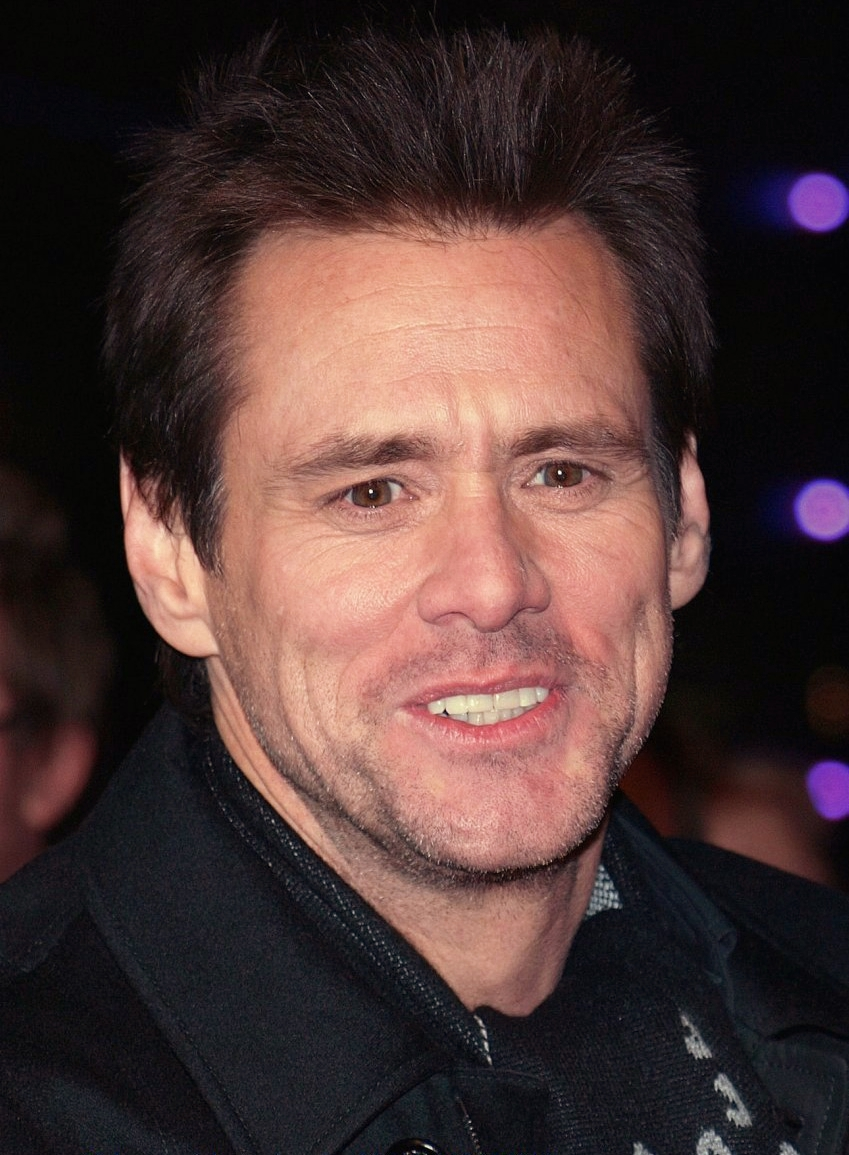
Jim Carrey (* 1962)

- Carrey-Conte, Fanélie (* 1980), französische Politikerin, Mitglied der Nationalversammlung
- Carrez, Geneviève (1909–2014), französische Deutschlehrerin und Übersetzerin

### Carri
- Carricaberry, Alfredo (1900–1942), argentinischer Fußballspieler
- Carricart, Robert (1917–1993), französisch-US-amerikanischer Schauspieler
- Carrich, Johann Matthias (1735–1813), deutscher Theologe, Jesuit und Hochschullehrer
- Carrick, Alexander (1882–1966), Bildhauer
- Carrick, Charlie (* 1986), britischer Filmschauspieler
- Carrick, Connor (* 1994), US-amerikanischer Eishockeyspieler
- Carrick, Edward (1905–1998), britischer Filmarchitekt, Buchautor, Maler und Zeichner
- Carrick, Ethel (1872–1952), britische impressionistische Malerin
- Carrick, Michael (* 1981), englischer Fußballspieler und -trainerMichael Carrick (* 1981)

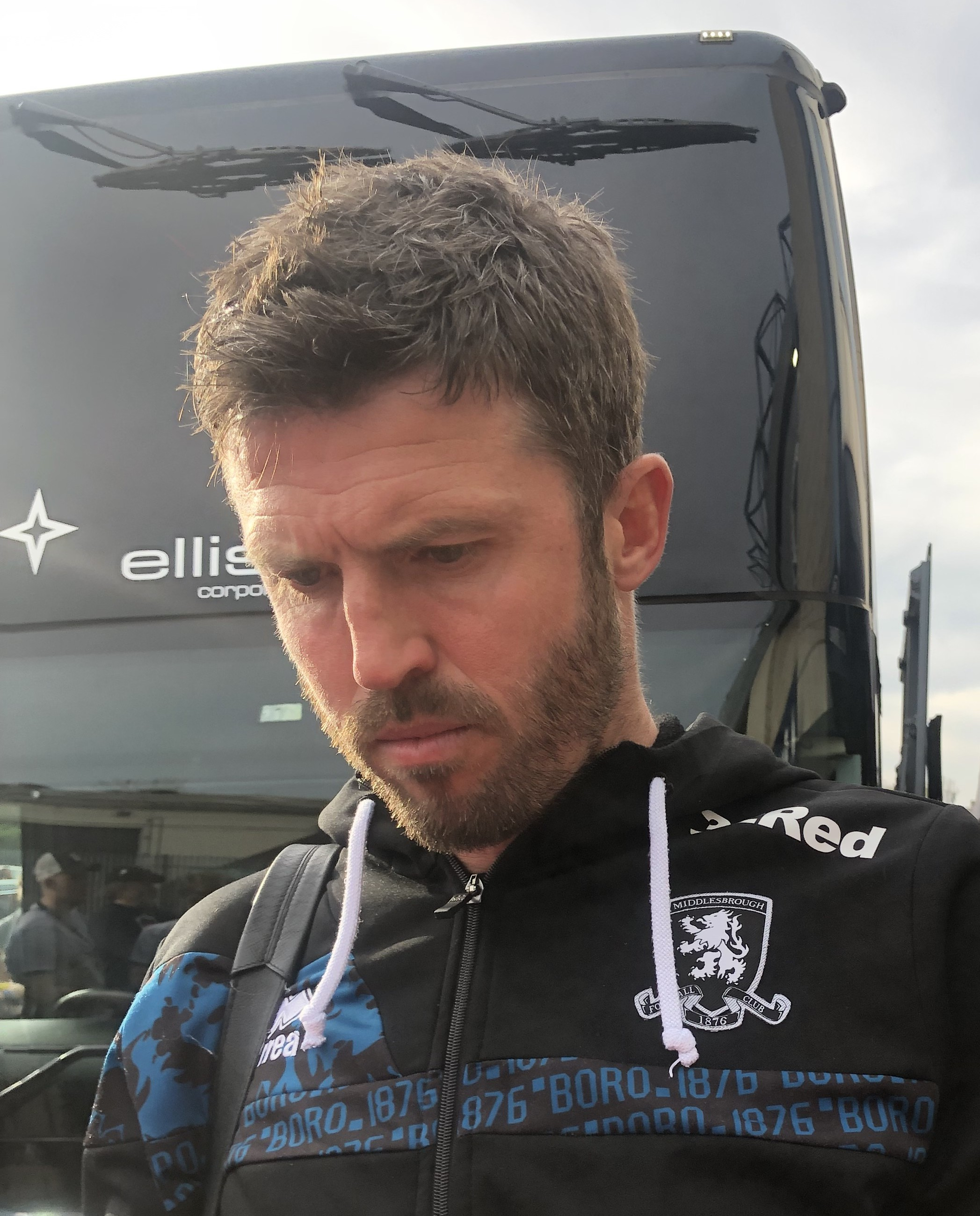
Michael Carrick (* 1981)

- Carrick, Robert (1873–1957), britisch-schwedischer Sportler und Fußballfunktionär
- Carrick, Sam (* 1992), kanadischer Eishockeyspieler
- Carrick, Thomas Heathfield (1802–1874), englischer Maler
- Carrick, Trevor (* 1994), kanadischer Eishockeyspieler
- Carrick-Anderson, Emma (* 1975), britische Skirennläuferin
- Carrick-Smith, Freddy (* 2007), britischer Skirennläufer
- Carrick-Smith, Luca (* 2005), britischer Skirennläufer
- Carrick-Smith, Zak (* 2007), britischer Skirennläufer
- Carriço, Daniel (* 1988), portugiesischer Fußballspieler
- Carricondo, Emilio (* 1973), argentinischer Straßenradrennfahrer
- Carrie, Isabella (1878–1981), schottisch-britische Lehrerin und Suffragette
- Carriego, Evaristo (1883–1912), argentinischer Journalist und Schriftsteller
- Carrier, Alain (1924–2020), französischer Widerstandskämpfer; Illustrator
- Carrier, Alexandre (* 1996), kanadischer Eishockeyspieler
- Carrier, Carl (* 1972), britischer Biathlet
- Carrier, Chester O. (1897–1980), US-amerikanischer Politiker
- Carrier, Corey (* 1980), US-amerikanischer Schauspieler
- Carrier, François (* 1961), kanadischer Jazz- und Improvisationsmusiker
- Carrier, George F. (1918–2002), US-amerikanischer Mathematiker und Physiker
- Carrier, Hervé (1921–2014), kanadischer Jesuit und Soziologe
- Carrier, Jean-Baptiste (1756–1794), französischer Revolutionär
- Carrier, Martin (* 1955), deutscher Philosoph
- Carrier, Richard (* 1969), US-amerikanischer Historiker und Philosoph
- Carrier, William (* 1994), kanadischer Eishockeyspieler
- Carrier, Willis (1876–1950), US-amerikanischer Ingenieur und Erfinder
- Carrier-Belleuse, Albert-Ernest (1824–1887), französischer Bildhauer und Zeichner
- Carrier-Belleuse, Louis-Robert (1848–1913), französischer Maler und Bildhauer
- Carrier-Belleuse, Pierre (1851–1932), französischer Maler
- Carriera, Rosalba (1675–1757), italienische Pastell-Malerin
- Carrière, Anne-Marie (1925–2006), französische Schauspielerin und Sängerin
- Carrière, Bern (1921–2015), deutscher Psychiater
- Carrière, Elena (* 1996), deutsches Model und SchauspielerinElena Carrière (* 1996)

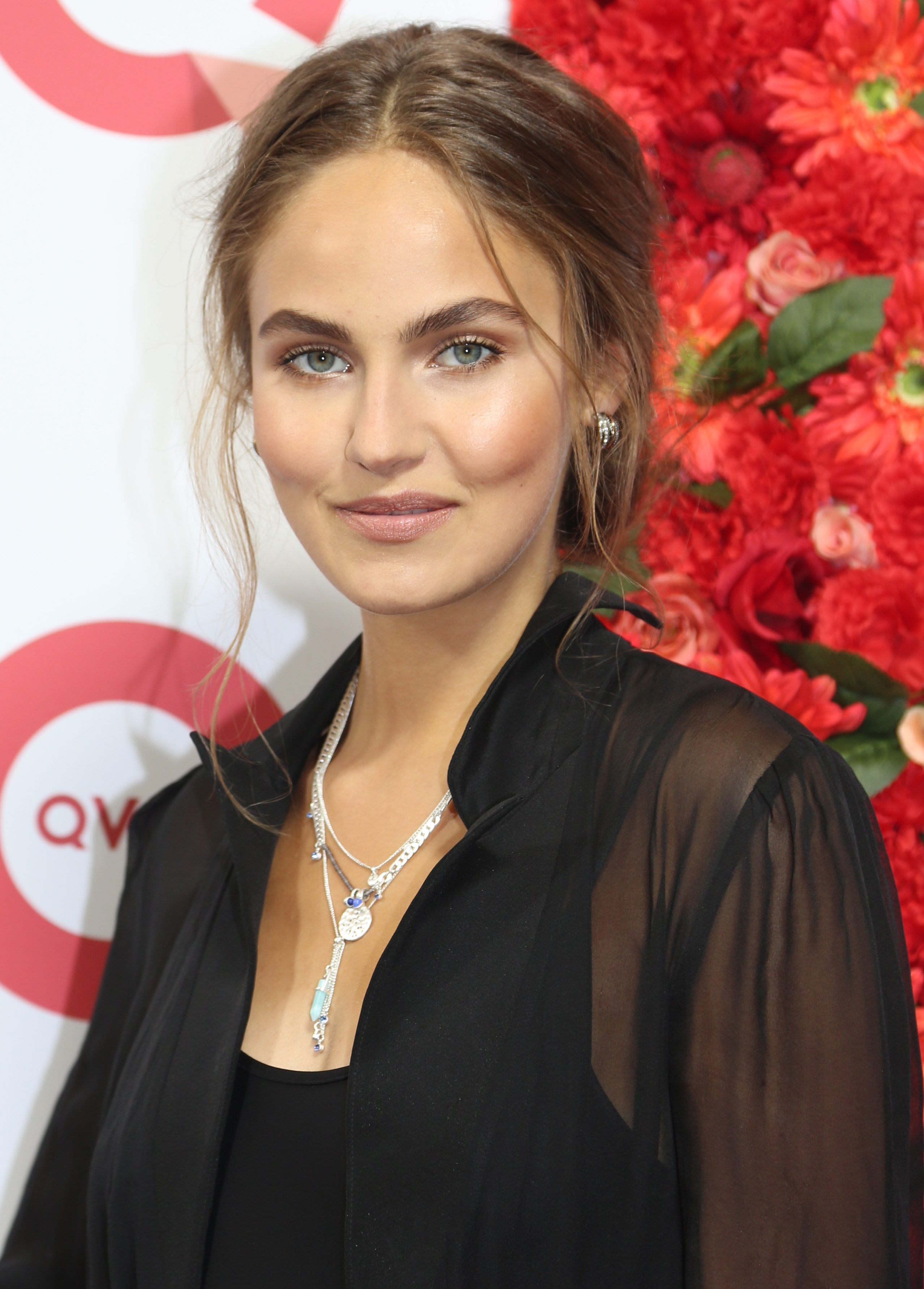
Elena Carrière (* 1996)

- Carrière, Élie-Abel (1818–1896), französischer Gärtner, Botaniker und Schriftsteller
- Carrière, Éric (* 1973), französischer Fußballspieler
- Carrière, Eugène (1849–1906), französischer Maler und Lithograf des Symbolismus
- Carrière, Jean (1928–2005), französischer Schriftsteller und Essayist
- Carrière, Jean-Claude (1931–2021), französischer Drehbuchautor und Schriftsteller
- Carrière, Justus (1854–1893), deutscher Zoologe und Hochschullehrer
- Carrière, Justus (* 1956), deutscher Schauspieler, Theaterregisseur und Schauspiellehrer
- Carriere, Linda, britische Sängerin
- Carrière, Mareike (1954–2014), deutsche Schauspielerin
- Carrière, Mathieu (* 1950), deutscher Schauspieler und AutorMathieu Carrière (* 1950)

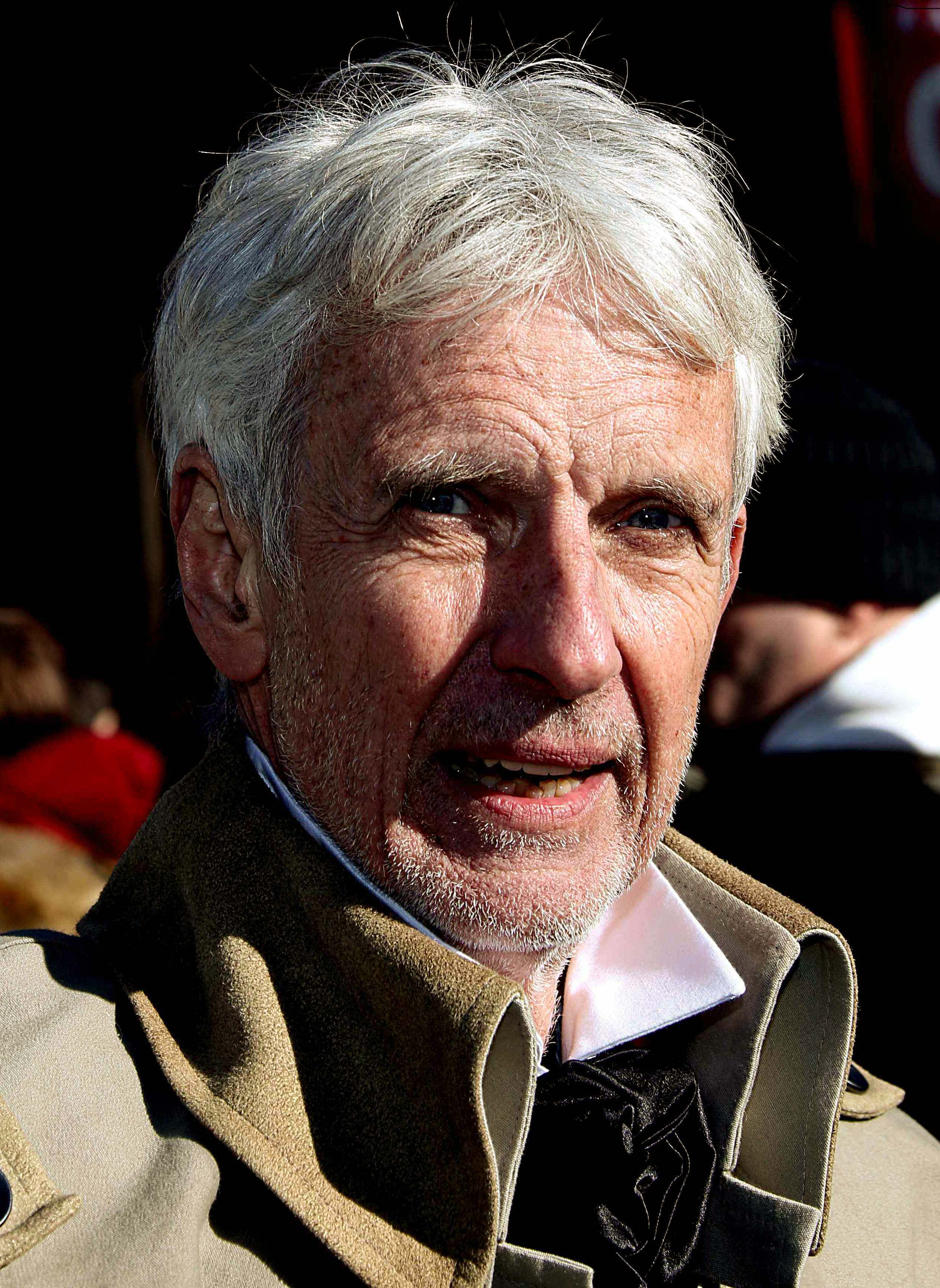
Mathieu Carrière (* 1950)

- Carrière, Moriz (1817–1895), deutscher Schriftsteller und Philosoph
- Carrière, Paul (1887–1929), deutscher Musikpädagoge und Komponist
- Carrière, Paul-Louis (1908–2008), französischer Geistlicher, römisch-katholischer Bischof von Laval
- Carrière, René (1911–1982), französischer Autorennfahrer
- Carrière, Till (1952–1978), deutscher Schauspieler
- Carrière-Bellardi, Margarethe (1885–1975), deutsche Leiterin des Berliner Harnack-Hauses der Kaiser-Wilhelm-Gesellschaft zur Förderung der Wissenschaften
- Carriès, Jean-Joseph (1855–1894), französischer Bildhauer und Keramiker sowie Mitbegründer des Jugendstils
- Carrigan, Anthony (* 1983), US-amerikanischer Schauspieler
- Carrigan, Sara (* 1980), australische Radrennfahrerin
- Carrigg, Joseph L. (1901–1989), US-amerikanischer Politiker
- Carrigy, Micheál, irischer Politiker der Fine Gael
- Carrijo, Valter (* 1934), brasilianischer Ordensgeistlicher, emeritierter Bischof von Brejo
- Carriker, Melbourne Armstrong (1879–1965), US-amerikanischer Ornithologe und Entomologe
- Carril Regueiro, Iván (* 1985), spanischer Fußballspieler
- Carril Regueiro, Jonathan (* 1984), spanischer Fußballspieler
- Carril, Agustín (* 2005), argentinischer Stabhochspringer
- Carril, Hugo del (1911–1989), argentinischer Tangosänger, Filmschauspieler und -regisseur
- Carrilho, Altamiro (1924–2012), brasilianischer Komponist, Dirigent und Flötist
- Carrilho, António José Cavaco (* 1942), portugiesischer Geistlicher, emeritierter römisch-katholischer Bischof von Funchal
- Carrilho, Arnaldo (1937–2013), brasilianischer Diplomat und Kinofilmproduzent
- Carrillo Cavero, Hugo (* 1956), peruanischer Quechua-Dichter, Sänger, Anthropologe und Politiker
- Carrillo Colina, Braulio Evaristo (1800–1845), Präsident Costa Ricas
- Carrillo de Acuña, Alfonso (1412–1482), spanischer Bischof und Politiker
- Carrillo de Mendoza y Pimentel, Diego († 1631), spanischer Kolonialverwalter
- Carrillo Flores, Antonio (1909–1986), mexikanischer Politiker und Diplomat
- Carrillo Flores, Nabor (1911–1967), mexikanischer Kernphysiker und Rektor der UNAM
- Carrillo Fuentes, Amado (1956–1997), mexikanischer Krimineller
- Carrillo Fuentes, Vicente (* 1962), mexikanischer Drogenboss
- Carrillo Marcor, Alejandro (1908–1998), mexikanischer Botschafter
- Carrillo Marín, Alba (* 1996), spanische Tennisspielerin
- Carrillo Martínez, Raúl Alfonso (* 1964), kolumbianischer römisch-katholischer Geistlicher, Apostolischer Vikar von Puerto Gaitán
- Carrillo Puerto, Elvia (1881–1968), mexikanische Feministin, Politikerin und Suffragette
- Carrillo Tarazona de Espinoza, Nelly (1927–2017), peruanische Herpetologin
- Carrillo y Cárdenas, Silviano (1861–1921), mexikanischer Geistlicher, Bischof von Sinaloa
- Carrillo, André (* 1991), peruanischer Fußballnationalspieler
- Carrillo, Donovan (* 1999), mexikanischer Eiskunstläufer
- Carrillo, Elpidia (* 1961), mexikanische SchauspielerinElpidia Carrillo (* 1961)

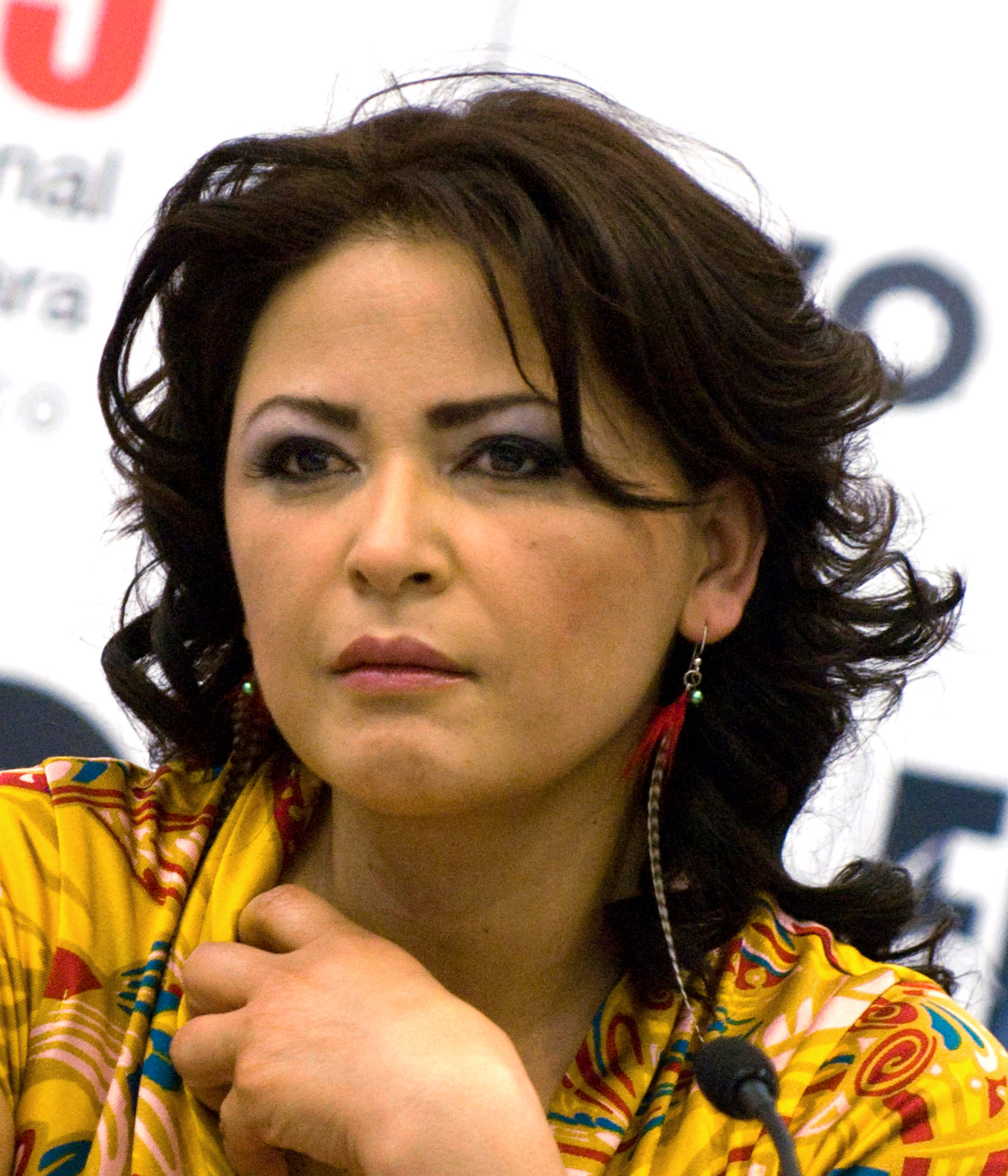
Elpidia Carrillo (* 1961)

- Carrillo, Felipe (1874–1924), mexikanischer Revolutionär und Politiker
- Carrillo, Gilberto (1951–1996), kubanischer Boxer
- Carrillo, Guido (* 1991), argentinischer Fußballspieler
- Carrillo, Humberto (* 1995), mexikanischer Wrestler
- Carrillo, Isolina (1907–1996), kubanische Komponistin, Multiinstrumentalistin und Sängerin
- Carrillo, Juan (* 1992), kolumbianischer Boxer
- Carrillo, Julián (1875–1965), mexikanischer Komponist und Violinist
- Carrillo, Laiza (* 1968), kubanische Dreispringerin
- Carrillo, Leo (1881–1961), US-amerikanischer Film- und Theaterschauspieler
- Carrillo, Lucía (* 2002), spanische Sprinterin
- Carrillo, Mario (* 1956), mexikanischer Fußballspieler und -trainer
- Carrillo, Mónica (* 1976), spanische Journalistin und Schriftstellerin
- Carrillo, Nancy (* 1986), kubanische Volleyballspielerin
- Carrillo, Salvador (1949–2023), mexikanischer Fußballspieler
- Carrillo, Santiago (1915–2012), spanischer Politiker, Generalsekretär der Kommunistischen Partei SpaniensSantiago Carrillo (1915–2012)

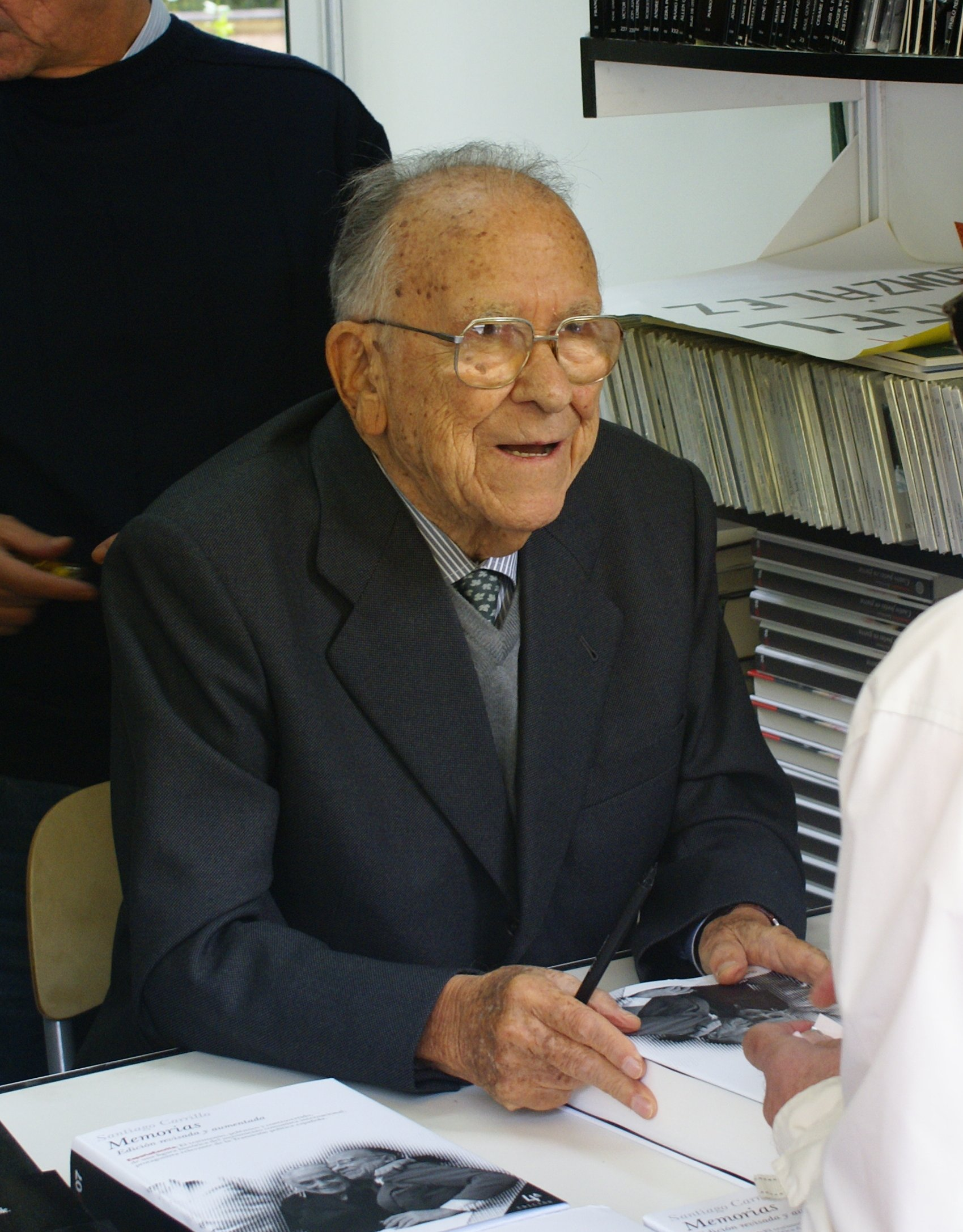
Santiago Carrillo (1915–2012)

- Carrillo, Sergio (* 2000), puerto-ricanischer Volleyballspieler
- Carrillo, Víctor (* 1975), peruanischer Fußballschiedsrichter
- Carrillo, Wenceslao (1889–1963), spanischer Gewerkschafter und Politiker
- Carrillo, Wendy, salvadorianisch-amerikanische Politikerin der Demokraten
- Carrinas, Gaius, römischer Feldherr und Konsul
- Carrington, Alan (1934–2013), britischer Chemiker
- Carrington, Andrew (* 1977), australischer Sänger
- Carrington, Charles (1867–1921), britischer Verleger von erotischer Literatur
- Carrington, Debbie Lee (1959–2018), US-amerikanische Schauspielerin und StuntfrauDebbie Lee Carrington (1959–2018)

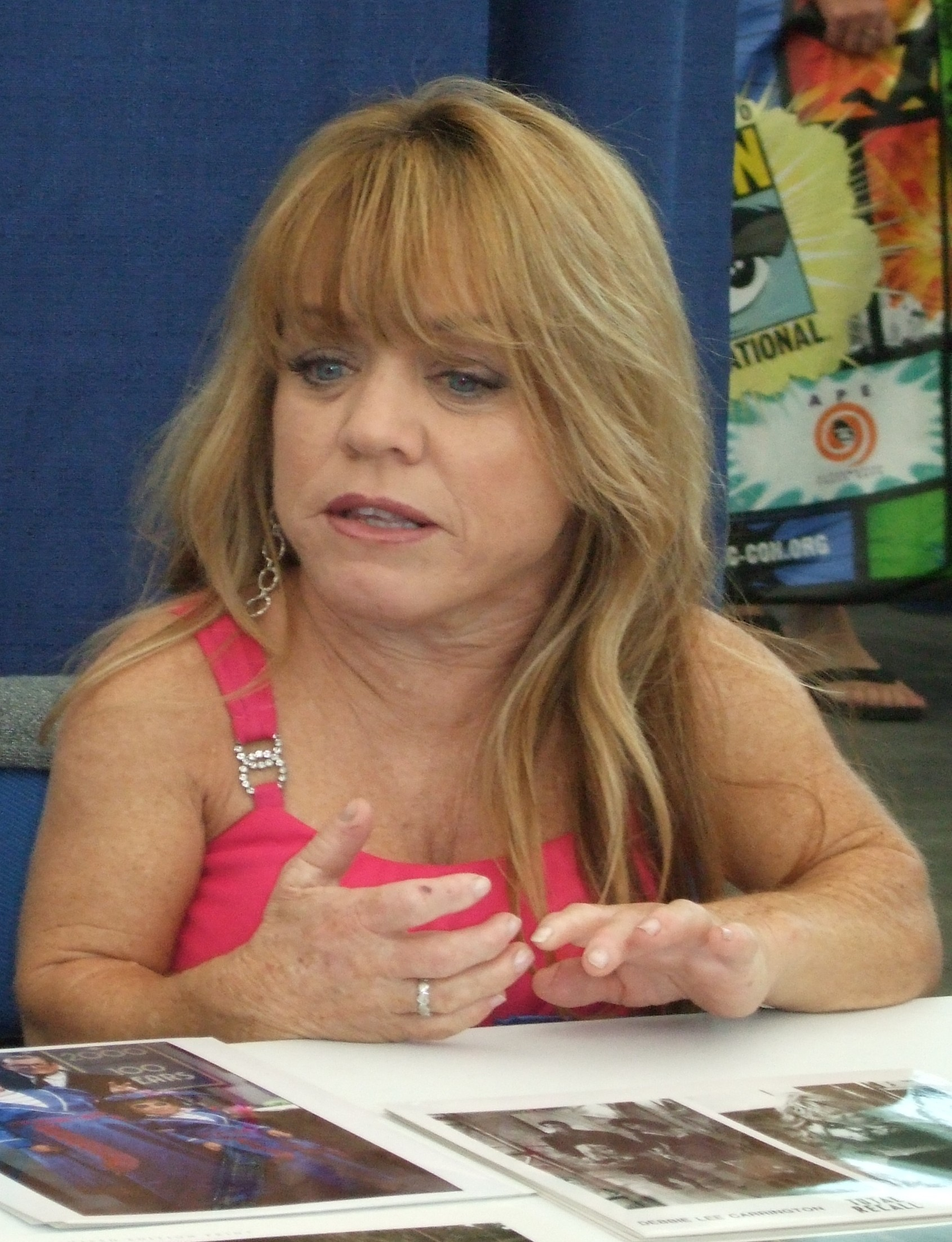
Debbie Lee Carrington (1959–2018)

- Carrington, DiJonai (* 1998), US-amerikanische Basketballspielerin
- Carrington, Dora (1893–1932), britische Malerin
- Carrington, Edward (1748–1810), US-amerikanischer Politiker
- Carrington, Edwin W. (* 1938), trinidadischer Diplomat und Politiker
- Carrington, Elsie (1919–2015), englische Tischtennisspielerin
- Carrington, Henry B. (1824–1912), US-amerikanischer Anwalt, Hochschullehrer und General
- Carrington, Jack († 1984), englischer Tischtennisspieler
- Carrington, Leonora (1917–2011), mexikanische Surrealistin, Malerin, Schriftstellerin und Dramatikerin britischer Herkunft
- Carrington, Lisa (* 1989), neuseeländische Kanutin
- Carrington, Manfred (* 1967), österreichischer Fotograf, Grafiker, Autor, Verleger und Heimatforscher
- Carrington, Matthew, Baron Carrington of Fulham (* 1947), britischer Politiker (Conservative Party)
- Carrington, Michael, britischer Eiskunstläufer
- Carrington, Nellie (1916–1998), britische Hochspringerin
- Carrington, Nigel, Schauspieler und Synchronsprecher
- Carrington, Preston (* 1949), US-amerikanischer Weitspringer
- Carrington, Rebecca (* 1971), britische Musik-Kabarettistin und Cellistin
- Carrington, Richard Christopher (1826–1875), englischer Astronom
- Carrington, Rodney (* 1968), US-amerikanischer Schauspieler, Stand-up-Komiker und Comedy-Musiker
- Carrington, Simon (* 1942), US-amerikanisch-britischer Chorleiter, Konzertsänger und Kontrabassist
- Carrington, Stuart (* 1990), englischer Snookerspieler
- Carrington, Terri Lyne (* 1965), US-amerikanische Jazz-Schlagzeugerin, Komponistin und ProduzentinTerri Lyne Carrington (* 1965)

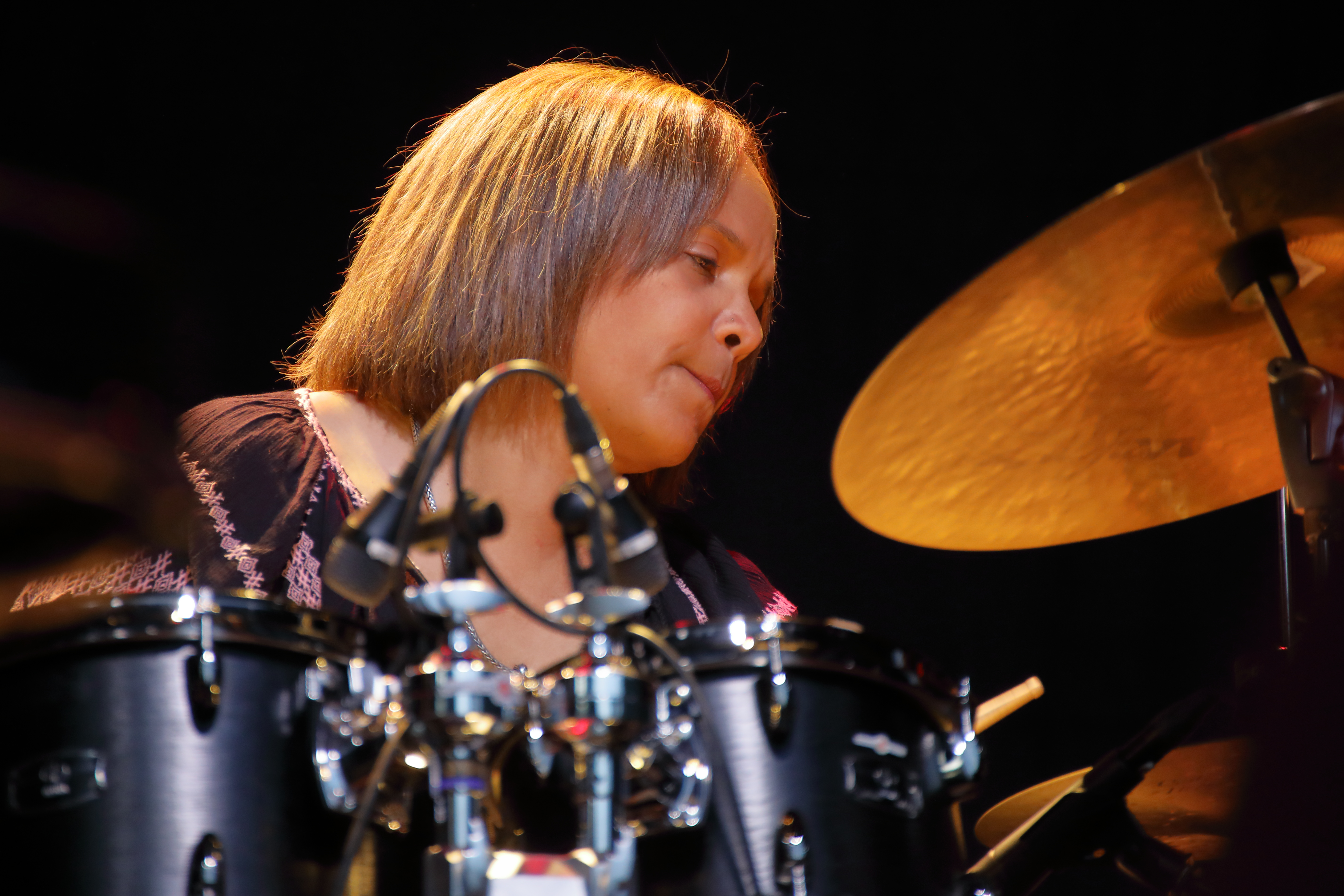
Terri Lyne Carrington (* 1965)

- Carrington, Vernon (1936–2005), Gründer der Glaubensgemeinschaft Zwölf Stämme Israels
- Carrió, Elisa (* 1956), argentinische Politikerin
- Carrión Pavlich, Jorge Pedro (* 1950), peruanischer Geistlicher und Bischof von Puno
- Carrión, Alejandro (* 2003), spanischer Motorradrennfahrer
- Carrión, Benjamín (1898–1979), ecuadorianischer Schriftsteller, Politiker, Diplomat und Universitätsdozent
- Carrión, Danieska (* 1980), kubanische Judoka
- Carrión, Eladio (* 1994), US-amerikanischer Reggaeton-Sänger
- Carrión, Enrique (* 1967), kubanischer Boxer
- Carrión, Luisito (* 1962), puerto-ricanischer Musiker
- Carrión, Pedro (* 1970), kubanischer Boxer
- Carrión, Richard (* 1952), puerto-ricanischer Finanzmanager und Sportfunktionär
- Carrión, Ulises (1941–1989), mexikanischer Künstler, Schriftsteller, Herausgeber und Buchhändler
- Carriou, Allan (* 1976), französischer Eishockeyspieler
- Carriquiry, Guzmán (* 1944), uruguayischer Verwaltungsjurist
- Carrisi, Donato (* 1973), italienischer SchriftstellerDonato Carrisi (* 1973)

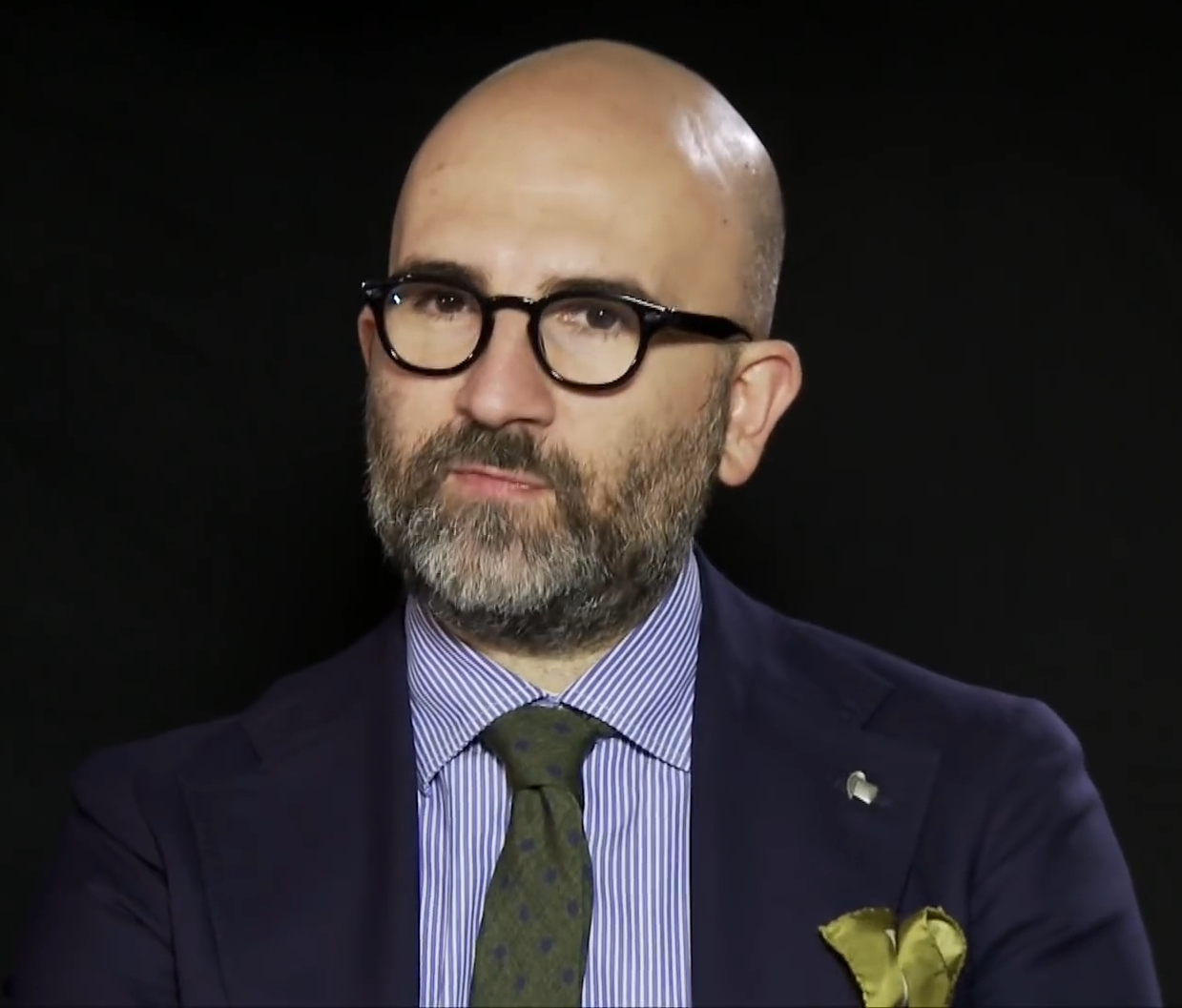
Donato Carrisi (* 1973)

- Carrisi, Ylenia (* 1970), italienische Fernsehpersönlichkeit
- Carrison, Dan (* 1947), Offizier der US Marines sowie US-amerikanischer Unternehmensberater und Autor
- Carritt, Liesel (1912–1982), deutsch-britische Lehrerin und Kämpferin im Spanischen Bürgerkrieg
- Carrive, Jean (1904–1963), französischer Autor, Dichter und Übersetzer
- Carrizales, Ramón (* 1952), venezolanischer Politiker
- Carrizo Villarreal, José María (1918–1998), panamaischer Geistlicher, römisch-katholischer Bischof von Chitré
- Carrizo, Amadeo (1926–2020), argentinischer Fußballspieler
- Carrizo, Juan Pablo (* 1984), argentinischer Fußballtorhüter
- Carrizo, Pedro (* 1980), chilenischer Fußballspieler

### Carro
- Carro Martínez, Antonio (1923–2020), spanischer Politiker und Staatsminister (1974–1975)
- Carro Morillo, Fernando (* 1992), spanischer Leichtathlet
- Carro, Carl von (1846–1896), österreichischer Theaterschauspieler, Rezitator und Dramatiker
- Carro, Fernando (* 1964), spanischer ManagerFernando Carro (* 1964)

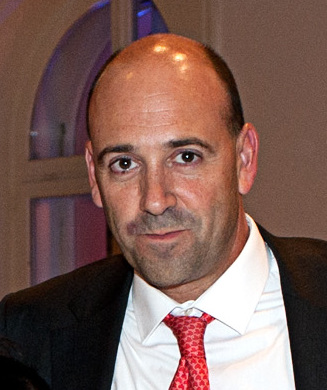
Fernando Carro (* 1964)

- Carro, Heinrich von (* 1871), österreichischer Theaterschauspieler
- Carro, Jean de (1770–1857), schweizerisch-österreichischer Arzt in Wien und Karlsbad
- Carro, Luciana (* 1981), kanadische Schauspielerin
- Carro, María Belén (* 1999), spanische Beachvolleyballspielerin
- Carro, Marta (* 1991), spanische Fußballspielerin
- Carro, Marta (* 2006), spanische Beachvolleyballspielerin
- Carro, Mateo (* 1994), uruguayischer Fußballspieler
- Carrol, Davidson (1900–1941), gambischer Politiker
- Carrol, Regina (1943–1992), US-amerikanische Schauspielerin
- Carroli, Silvano (1939–2020), italienischer Opernsänger (Bariton)
- Carroll MacNeill, Jennifer (* 1980), irische Politikerin (Fine Gael)
- Carroll, Adam (* 1975), US-amerikanischer Country-Musiker und Songwriter
- Carroll, Adam (* 1982), britischer Automobilrennfahrer
- Carroll, Alison (* 1985), britische Turnerin, Schauspielerin und Model
- Carroll, Andy (* 1989), englischer FußballspielerAndy Carroll (* 1989)

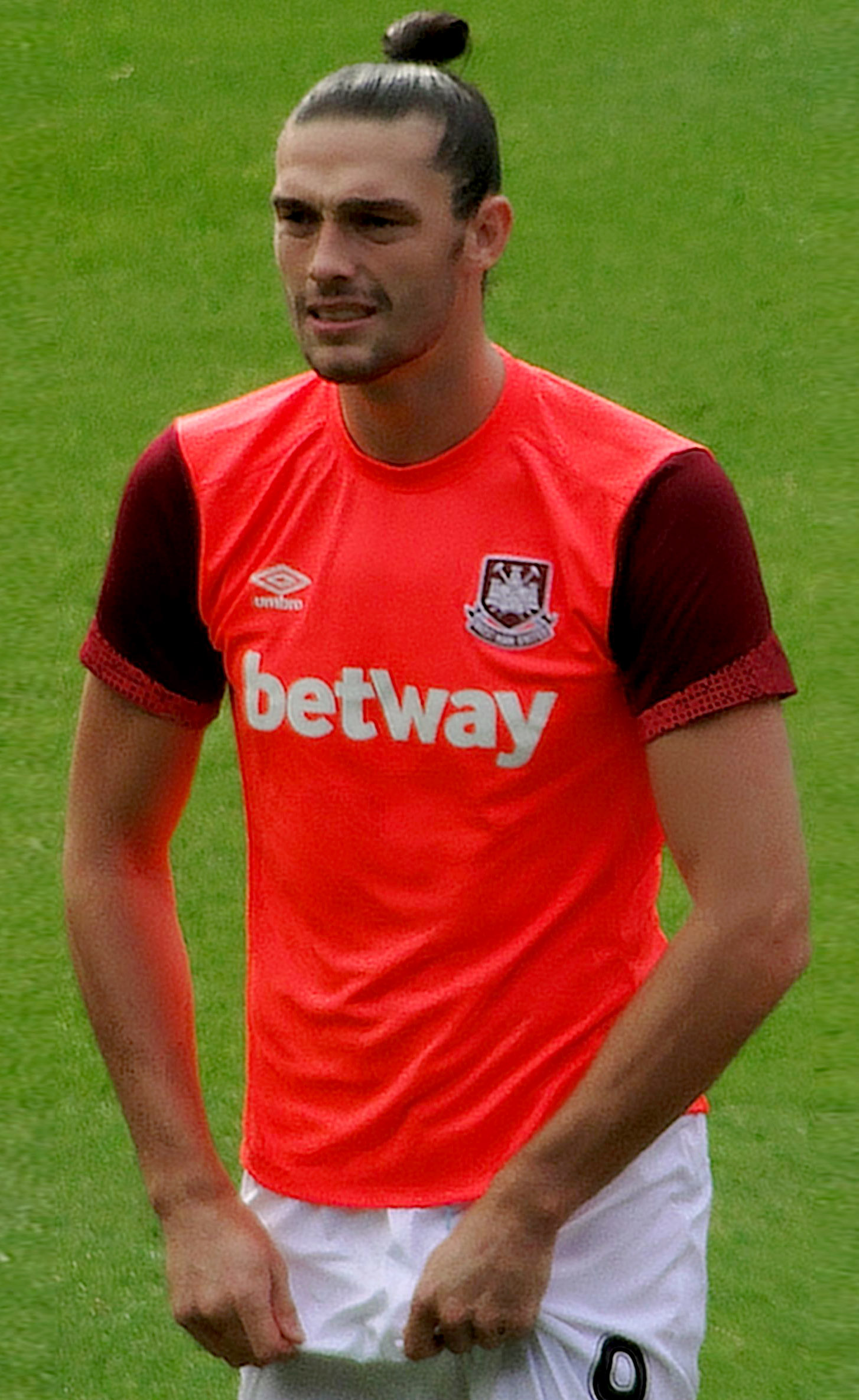
Andy Carroll (* 1989)

- Carroll, Anna (1815–1894), amerikanische Politikerin, Publizistin und Lobbyistin
- Carroll, Austin (* 1987), US-amerikanischer Radrennfahrer
- Carroll, Avital (* 1996), österreichisch-amerikanische Freestyle-Skiläuferin
- Carroll, Baikida (* 1947), US-amerikanischer Jazztrompeter und Komponist
- Carroll, Barbara (1925–2017), amerikanische Jazz-Pianistin und Sängerin
- Carroll, Beeson (1934–2018), US-amerikanischer Schauspieler
- Carroll, Beryl F. (1860–1939), US-amerikanischer Politiker
- Carroll, Billy (* 1959), kanadischer Eishockeyspieler
- Carroll, Bob (1918–1994), US-amerikanischer Jazz-Sänger und Schauspieler
- Carroll, Brian (* 1981), US-amerikanischer Fußballspieler
- Carroll, Charles (1723–1783), US-amerikanischer Politiker
- Carroll, Charles (1737–1832), US-amerikanischer Senator, letzter überlebender Unterzeichner der Unabhängigkeitserklärung der USACharles Carroll (1737–1832)

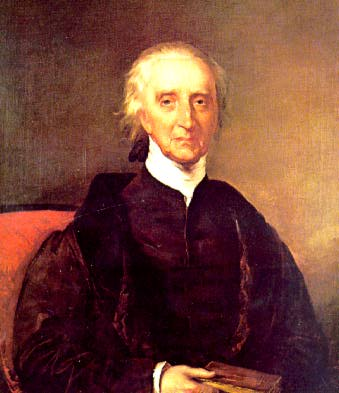
Charles Carroll (1737–1832)

- Carroll, Charles (* 1952), US-amerikanischer Schauspieler
- Carroll, Charles H. (1794–1865), US-amerikanischer Politiker
- Carroll, Coleman Francis (1905–1977), US-amerikanischer Geistlicher, römisch-katholischer Erzbischof von Miami
- Carroll, Cynthia (* 1957), US-amerikanische Managerin
- Carroll, Dan (1887–1956), australisch-amerikanischer Rugby-Union-Spieler
- Carroll, Dan (* 1949), US-amerikanischer Eisschnellläufer
- Carroll, Dana (* 1943), US-amerikanischer Molekularbiologe und Biochemiker
- Carroll, Daniel (1730–1796), US-amerikanischer Politiker
- Carroll, Daniel Patrick (1927–2009), irischer Unterhaltungs- und Travestiekünstler
- Carroll, David Williamson (1816–1905), US-amerikanischer Jurist, Politiker und Offizier
- Carroll, DeMarre (* 1986), US-amerikanischer Basketballspieler
- Carroll, Diahann (1935–2019), US-amerikanische Schauspielerin und SängerinDiahann Carroll (1935–2019)
- Carroll, Dina (* 1968), britische R&B- und Pop-Sängerin

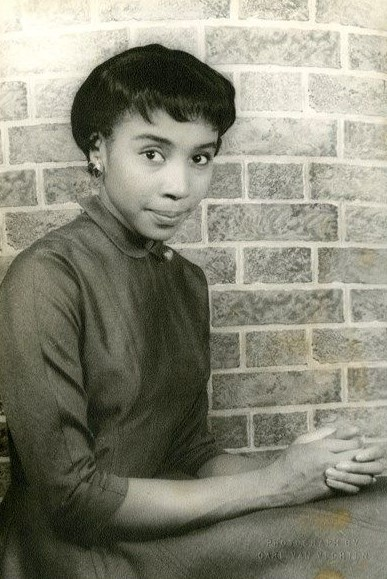
Diahann Carroll (1935–2019)

- Carroll, Donald Martin (1909–2002), US-amerikanischer Geistlicher, ernannter Bischof von Rockford
- Carroll, E. Jean (* 1943), US-amerikanische Journalistin und Autorin
- Carroll, Emily (* 1983), kanadische Comiczeichnerin und Illustratorin
- Carroll, Erin (* 1986), australische Badmintonspielerin
- Carroll, Francis Patrick (1890–1967), kanadischer Geistlicher, römisch-katholischer Bischof von Calgary
- Carroll, Francis Patrick (1930–2024), australischer Geistlicher, römisch-katholischer Erzbischof von Canberra-Goulburn, Präsident der Australischen Katholischen Bischofskonferenz
- Carroll, Frank (1938–2024), US-amerikanischer Eiskunstläufer und Eiskunstlauftrainer
- Carroll, Fred (1963–2022), kanadischer Eishockeyspieler und -trainer
- Carroll, Gerry (* 1987), nordirischer Politiker
- Carroll, Gordon (1928–2005), US-amerikanischer Filmproduzent
- Carroll, Greg (* 1956), kanadischer Eishockeyspieler
- Carroll, Henry George (1865–1939), kanadischer Politiker, Vizegouverneur von Québec
- Carroll, Howard Joseph (1902–1960), US-amerikanischer Geistlicher und Bischof von Altoona-Johnstown
- Carroll, Jack (1930–1997), kanadischer Sprinter
- Carroll, Jake (* 1991), irischer Fußballspieler
- Carroll, James (1791–1873), US-amerikanischer Politiker
- Carroll, James (1857–1926), neuseeländischer Politiker und Minister für Maori-Angelegenheiten
- Carroll, James (1913–1973), irischer Politiker
- Carroll, James (* 1983), irischer Politiker
- Carroll, James (* 1986), US-amerikanischer Pokerspieler
- Carroll, James Patrick (1908–1995), australischer Geistlicher
- Carroll, Janet (1940–2012), US-amerikanische Schauspielerin und Jazz-Sängerin
- Carroll, Jason Michael (* 1978), US-amerikanischer Countrysänger und Songwriter
- Carroll, Jaycee (* 1983), US-amerikanischer Basketballspieler
- Carroll, Jeanne (1931–2011), US-amerikanische Jazz- und Blues-Sängerin
- Carroll, Jennifer (* 1959), US-amerikanische Politikerin
- Carroll, Jim (1949–2009), US-amerikanischer Schriftsteller und MusikerJim Carroll (1949–2009)

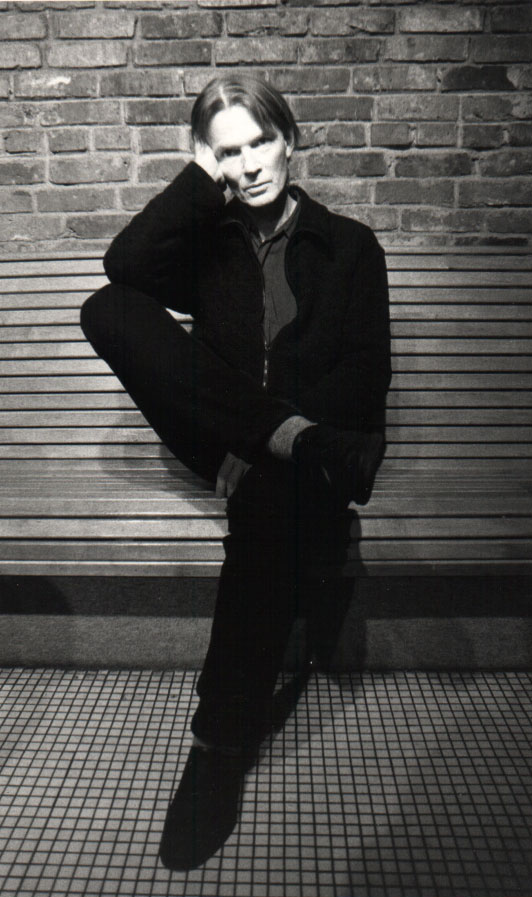
Jim Carroll (1949–2009)

- Carroll, Joan (1931–2016), US-amerikanische Kinderdarstellerin
- Carroll, Joe (1919–1981), US-amerikanischer Jazzsänger
- Carroll, Joe Barry (* 1958), US-amerikanischer Basketballspieler
- Carroll, John (1735–1815), erster Bischof und Erzbischof in den USA
- Carroll, John (1838–1897), englischer römisch-katholischer Geistlicher und Bischof von Shrewsbury
- Carroll, John (1906–1979), US-amerikanischer Schauspieler und Sänger
- Carroll, John A. (1901–1983), US-amerikanischer Politiker (Demokratische Partei)
- Carroll, John B. (1916–2003), US-amerikanischer pädagogischer Psychologe, Psycholinguist und Intelligenzforscher
- Carroll, John F. (1932–1969), drittgrößter Mensch in der Medizingeschichte
- Carroll, John Joseph (1865–1949), australischer römisch-katholischer Geistlicher und Bischof von Lismore
- Carroll, John Lee (1830–1911), US-amerikanischer Politiker, Gouverneur von Maryland
- Carroll, John M. (1823–1901), US-amerikanischer Politiker
- Carroll, John Wesley (1892–1959), US-amerikanischer Maler und Lithograph
- Carroll, Johnny (1937–1995), US-amerikanischer Rockabillysänger
- Carroll, Jonathan (* 1949), US-amerikanischer Fantasy-Schriftsteller
- Carroll, Joseph (1912–1992), irischer Geistlicher, Weihbischof in Dublin
- Carroll, Julian (1931–2023), US-amerikanischer Politiker
- Carroll, Julian (* 1942), australischer Schwimmer
- Carroll, Kim (* 1987), australische Fußballspielerin
- Carroll, Lawrence (1954–2019), australisch-US-amerikanischer Maler
- Carroll, Lee, US-amerikanischer Esoteriker und Autor
- Carroll, Leo G. (1886–1972), englischer Schauspieler
- Carroll, Leo McHugh (* 2000), US-amerikanischer Filmschauspieler
- Carroll, Lewis (1832–1898), britischer Schriftsteller, Mathematiker und FotografLewis Carroll (1832–1898)

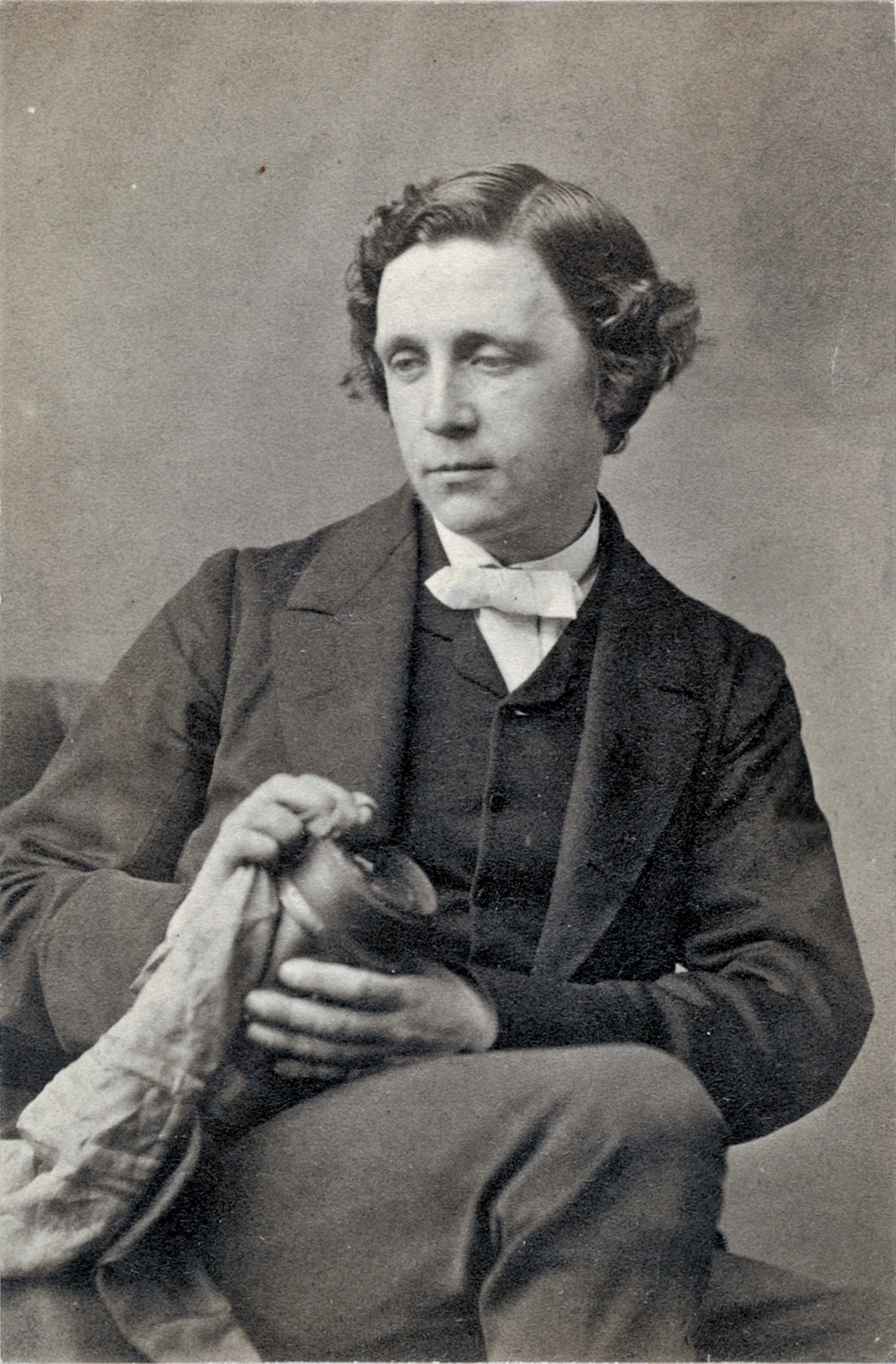
Lewis Carroll (1832–1898)

- Carroll, Liane (* 1964), britische Jazzsängerin und Pianistin
- Carroll, Madeleine (1906–1987), US-amerikanische Schauspielerin
- Carroll, Madeline (* 1996), US-amerikanische Schauspielerin, Synchronsprecherin und Model
- Carroll, Mark (* 1972), irischer Langstreckenläufer
- Carroll, Mark Kenny (1896–1985), US-amerikanischer römisch-katholischer Geistlicher und Bischof von Wichita
- Carroll, Mary (* 1950), australische Übersetzungswissenschaftlerin
- Carroll, Matt (* 1980), US-amerikanischer Basketballspieler
- Carroll, Maureen (* 1953), kanadische Klassische Archäologin
- Carroll, Mickey (1919–2009), US-amerikanischer Schauspieler
- Carroll, Morris, US-amerikanischer Autorennfahrer
- Carroll, Nancy (1903–1965), US-amerikanische Schauspielerin
- Carroll, Nancy (* 1974), britische Schauspielerin
- Carroll, Nell (* 1904), britische Skirennläuferin
- Carroll, Noel (1941–1998), irischer Leichtathlet (Mittelstreckenläufer)
- Carroll, Noël (* 1947), US-amerikanischer Philosoph
- Carroll, Pat (1927–2022), US-amerikanische Schauspielerin und KomikerinPat Carroll (1927–2022)

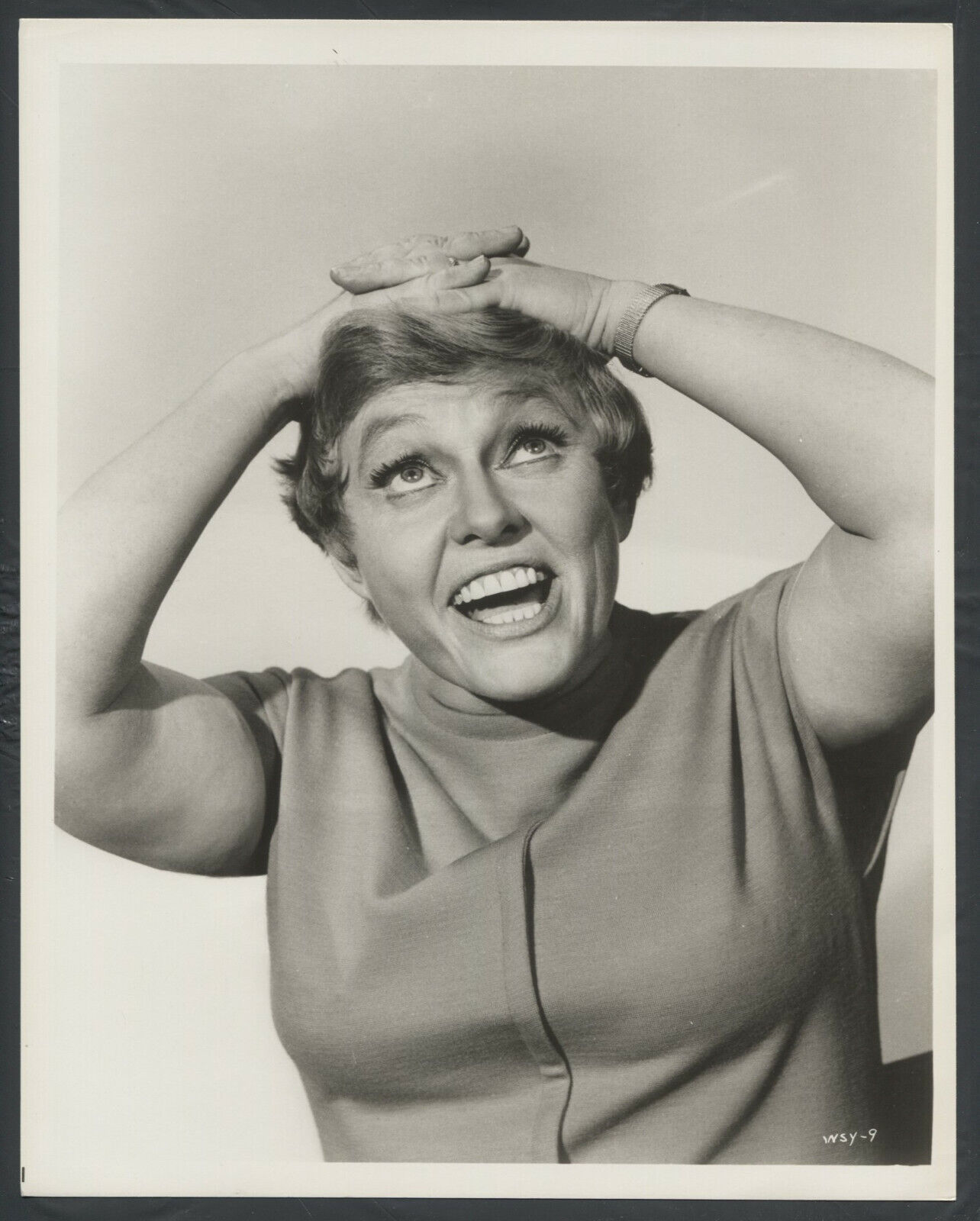
Pat Carroll (1927–2022)

- Carroll, Patricia (1932–2017), britische Pianistin
- Carroll, Patrick (* 1961), australischer Marathonläufer
- Carroll, Patty (* 1946), US-amerikanische Fotografin
- Carroll, Paul (* 1986), australischer Volleyballspieler
- Carroll, Paul Vincent (1900–1968), irischer Dramatiker
- Carroll, Pete (* 1951), US-amerikanischer American-Football-Trainer und -SpielerPete Carroll (* 1951)

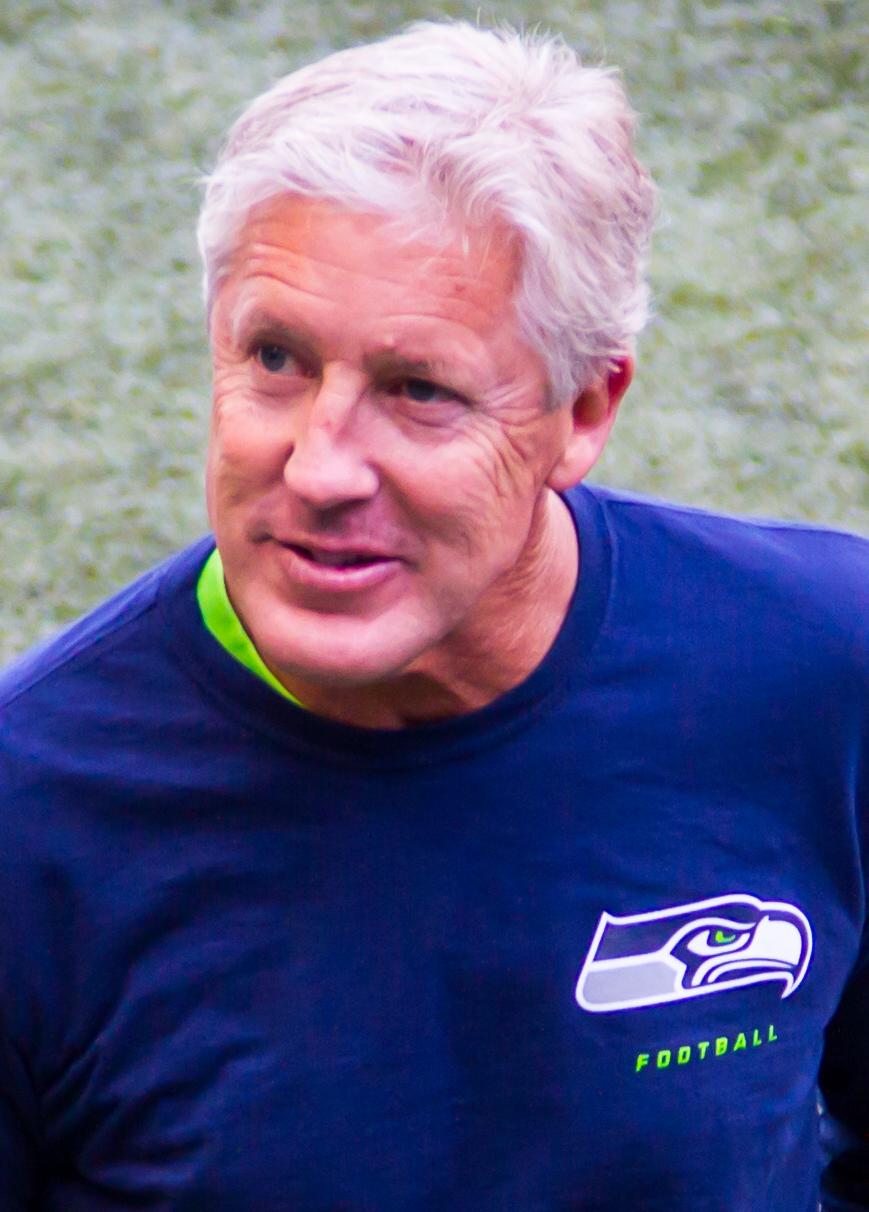
Pete Carroll (* 1951)

- Carroll, Peter James (* 1953), moderner Okkultist, Autor und Mitbegründer der Illuminaten von Thanateros
- Carroll, Robert Lynn (1938–2020), US-amerikanischer Wirbeltierpaläontologe
- Carroll, Robert Todd (1945–2016), US-amerikanischer Hochschullehrer und Autor
- Carroll, Rocky (* 1963), US-amerikanischer Filmschauspieler
- Carroll, Ron (* 1968), US-amerikanischer Sänger, DJ und Produzent
- Carroll, Ronnie (1934–2015), britischer Sänger und Politiker
- Carroll, Rory (* 1972), irischer Journalist
- Carroll, Roy (* 1977), nordirischer Fußballtorwart
- Carroll, Sean B. (* 1960), US-amerikanischer Molekularbiologe, Genetiker, Entwicklungsbiologe und Evolutionsbiologe
- Carroll, Sean M. (* 1966), US-amerikanischer theoretischer Physiker, Kosmologe und Philosoph
- Carroll, Sidney (1913–1988), US-amerikanischer Drehbuchautor
- Carroll, Steven, US-amerikanischer Biathlet
- Carroll, Thomas King (1793–1873), US-amerikanischer Politiker, Gouverneur von Maryland
- Carroll, Thomas L., US-amerikanischer Physiker
- Carroll, Timothy (1888–1955), irischer Hoch- und Dreispringer
- Carroll, Timothy Joseph (* 1940), irischer Geistlicher, emeritierter Apostolischer Vikar von Kontagora
- Carroll, Tom (* 1992), englischer Fußballspieler
- Carroll, Virginia (1913–2009), US-amerikanische Schauspielerin
- Carroll, Willard (* 1955), US-amerikanischer Filmregisseur, Filmproduzent, Drehbuchautor und Animator
- Carroll, William (1788–1844), US-amerikanischer Politiker, Gouverneur von Tennessee
- Carroll, William Henry († 1868), Brigadegeneral der Armee der Konföderierten Staaten von Amerika im Sezessionskrieg
- Carroll, William T. (1902–1992), US-amerikanischer Politiker
- Carromero, Ángel (* 1985), spanischer Politiker
- Carron du Val, Richard Anton Nikolaus (1793–1846), Bürgermeister der Stadt Augsburg
- Carron, Arthur (1900–1967), englischer Opernsänger (Tenor)
- Carron, Cheyenne (* 1976), französische Filmregisseurin, Drehbuchautorin und Produzentin
- Carrón, Julián (* 1950), spanischer katholischer Priester und Leiter der Bewegung Comunione e Liberazione
- Carron, Mella, irische Schauspielerin, Musicaldarstellerin und Popsängerin
- Carron, Owen (* 1953), nordirischer Politiker, Gründungsmitglied der Provisional Irish Republican Army
- Carron, Philippe (* 1944), Schweizer Autorennfahrer
- Carron, Pierre (1932–2022), französischer Künstler
- Carron, Schuyler (1921–1964), US-amerikanischer Bobfahrer
- Carron, Valentin (* 1977), Schweizer Multimedia-Künstler
- Carron, William, Baron Carron (1902–1969), britischer Gewerkschaftsfunktionär
- Carrot Top (* 1965), US-amerikanischer KomikerCarrot Top (* 1965)

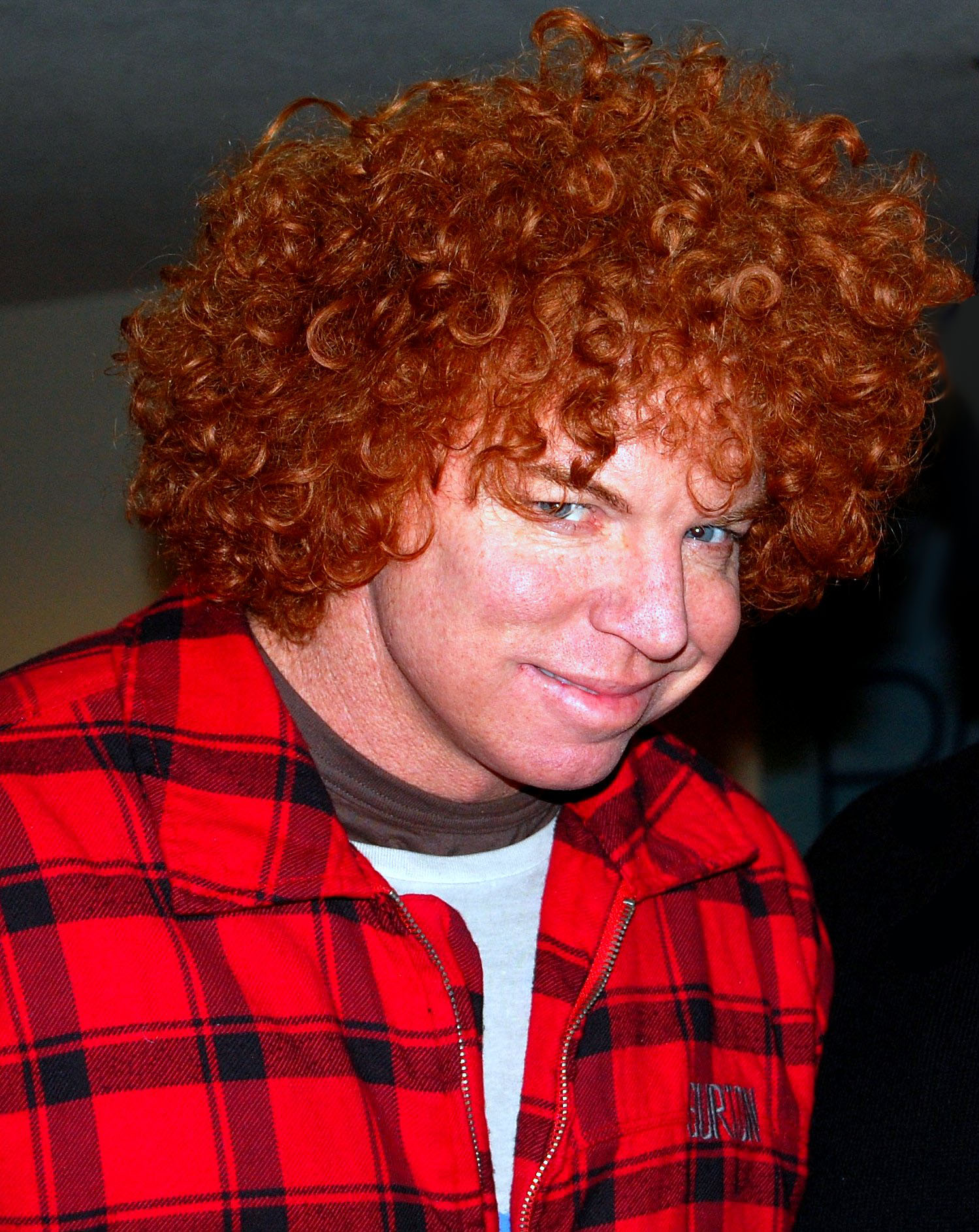
Carrot Top (* 1965)

- Carrot, Véronique (* 1958), Cembalistin und Chorleiterin
- Carrothers, Bill (* 1964), US-amerikanischer Jazzpianist
- Carroux, Margaret (1912–1991), deutsche Übersetzerin
- Carroz Villarragut, Luis de, spanischer Diplomat, Gesandter in England (1485–1489)
- Carrozza, Maria Chiara (* 1965), italienische Hochschullehrerin und Politikerin
- Carrozzieri, Moris (* 1980), italienischer Fußballspieler
- Carrozzo, Evangelina (* 1981), argentinische Sambakönigin

### Carru
- Carruba, Onofrio (1930–2016), italienischer Linguist und Hethitologe
- Carrusca, Marcelo (* 1983), argentinischer Fußballspieler
- Carruth, Mac (* 1992), amerikanischer Eishockeytorwart
- Carruth, Michael (* 1967), irischer Boxer
- Carruth, Milton (1899–1972), US-amerikanischer Filmeditor
- Carruth, Shane (* 1972), US-amerikanischer RegisseurShane Carruth (* 1972)

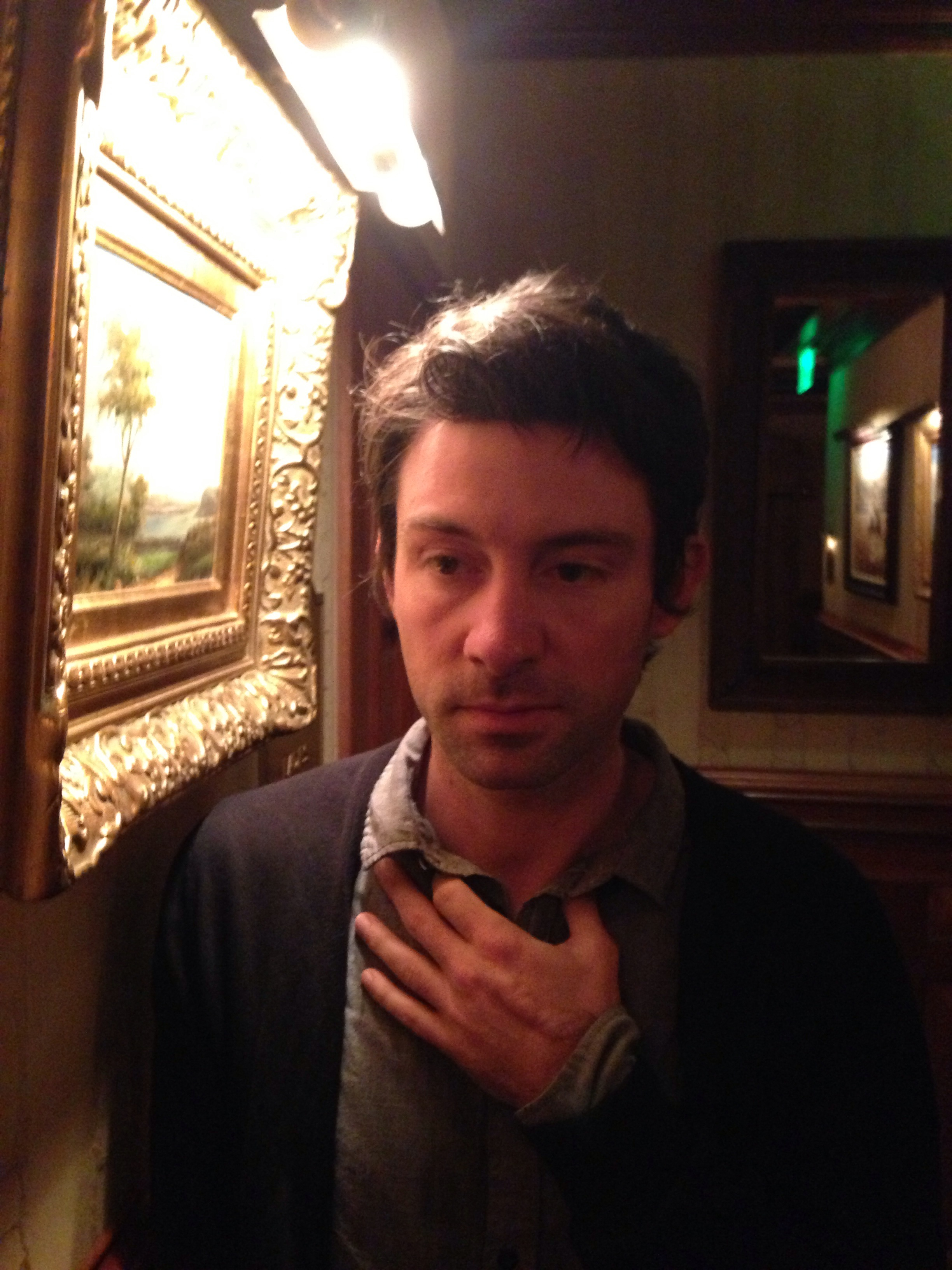
Shane Carruth (* 1972)

- Carruthers, Arnie (1929–2011), US-amerikanischer Jazzpianist
- Carruthers, Caitlin (* 1961), US-amerikanische Eiskunstläuferin
- Carruthers, Colin (1890–1957), britischer Eishockeyspieler
- Carruthers, Danielle (* 1979), US-amerikanische Hürdenläuferin
- Carruthers, Douglas (1882–1962), britischer Naturforscher und Kartograf
- Carruthers, Earl (1910–1971), US-amerikanischer Jazzsaxophonist
- Carruthers, Eric (1895–1931), britischer Eishockeyspieler
- Carruthers, Garrey (* 1939), US-amerikanischer Politiker, Gouverneur von New Mexico
- Carruthers, George (1939–2020), US-amerikanischer Physiker
- Carruthers, Irving Hetherington (1888–1974), samoanischer Plantagenbesitzer und Politiker
- Carruthers, Jimmy (1929–1990), australischer Boxer
- Carruthers, John Valentine (* 1958), englischer Musiker
- Carruthers, Joseph (1857–1932), australischer Politiker und Premierminister von New South Wales
- Carruthers, Kel (* 1938), australischer Motorradrennfahrer
- Carruthers, Leo (* 1949), irischer Literaturwissenschaftler und Hochschullehrer
- Carruthers, Peter (1935–1997), US-amerikanischer Physiker
- Carruthers, Peter (* 1959), US-amerikanischer Eiskunstläufer
- Carruthers, Simon (* 1982), australischer Squashspieler
- Carruthers, Vincent (* 1942), südafrikanischer Unternehmer, Umweltberater, Autor, Naturhistoriker, Naturschützer und Herpetologe
- Carruthers, William (1830–1922), britischer Botaniker
- Carruzzo, Madeleine (* 1956), Schweizer Geigerin

### Carry
- Carry, David (* 1981), britischer Schwimmer
- Carry, Julius (1952–2008), US-amerikanischer Schauspieler
- Carry, Scoops (1915–1970), US-amerikanischer Jazz-Altsaxophonist und Klarinettist